# Olympische Sommerspiele 2020
| Medaillenspiegel               | Medaillenspiegel   | Medaillenspiegel | Medaillenspiegel | Medaillenspiegel | Medaillenspiegel |
| Platz                          | Land               | G                | S                | B                | Ges.             |
| ------------------------------ | ------------------ | ---------------- | ---------------- | ---------------- | ---------------- |
| 1.                             | Vereinigte Staaten | 39               | 41               | 33               | 113              |
| 2.                             | China              | 38               | 32               | 19               | 89               |
| 3.                             | Japan              | 27               | 14               | 17               | 58               |
| 4.                             | Großbritannien     | 22               | 20               | 22               | 64               |
| 5.                             | ROC                | 20               | 28               | 23               | 71               |
| 6.                             | Australien         | 17               | 7                | 22               | 46               |
| 7.                             | Niederlande        | 10               | 12               | 14               | 36               |
| 8.                             | Frankreich         | 10               | 12               | 11               | 33               |
| 9.                             | Deutschland        | 10               | 11               | 16               | 37               |
| 10.                            | Italien            | 10               | 10               | 20               | 40               |
| …                              | …                  | …                | …                | …                | …                |
| 24.                            | Schweiz            | 3                | 4                | 6                | 13               |
| …                              | …                  | …                | …                | …                | …                |
| 53.                            | Österreich         | 1                | 1                | 5                | 7                |
| Vollständiger Medaillenspiegel |                    |                  |                  |                  |                  |

Die Olympischen Sommerspiele 2020 (nach dem Austragungsort auch Tokio 2020, offiziell: Spiele der XXXII. Olympiade, japanisch: 2020年東京オリンピック) fanden vom 23. Juli bis zum 8. August 2021 in der japanischen Hauptstadt Tokio statt, wobei bereits am 21. Juli die ersten Spiele im Soft- und Fußball ausgetragen wurden. Auch die Wettkämpfe im Bogenschießen und Rudern (jeweils ab 23. Juli 2021) hatten vor der Eröffnungsfeier begonnen.
Ursprünglich sollten die Olympischen Sommerspiele vom 24. Juli bis 9. August 2020 abgehalten werden, wurden jedoch wegen der COVID-19-Pandemie um ein Jahr verschoben. Damit wurden erstmals Olympische Sommerspiele außerhalb des üblichen 4-Jahres-Rhythmus angesetzt. Sie fanden pandemiebedingt größtenteils ohne Zuschauer und ohne Angehörige von Athleten statt. Aus dem Ausland waren nur wenige freiwillige Helfer erlaubt.
Deutschland erreichte mit 10 Goldmedaillen Platz 9 im Medaillenspiegel und damit sein bisher schlechtestes Ergebnis.
Im Anschluss an die Spiele wurden auf den Sportstätten vom 24. August bis 5. September 2021 die Paralympischen Sommerspiele ausgetragen.

## Bewerbungen
Bis zum Ende der Bewerbungsfrist wurden beim IOC sechs Bewerbungen eingereicht. Am 8. Dezember 2011 wurde ausgelost, in welcher Reihenfolge die Bewerber alle Präsentationen, darunter die am Entscheidungstag in Buenos Aires, durchführen sollten. Diese Reihenfolge lautete: Istanbul, Tokio, Rom, Baku, Doha und Madrid. Nachdem Rom seine Bewerbung zurückgezogen hatte, waren noch fünf mögliche Austragungsorte übrig, etwa drei Monate später, am 23. Mai 2012, gab das IOC bekannt, dass Istanbul, Tokio und Madrid den Status einer Kandidatenstadt erreichten.
Die Mitglieder des IOC entschieden am 7. September 2013 in Buenos Aires über den Austragungsort. In der ersten Wahlrunde erreichte Tokio 42 Stimmen. Zwischen Madrid und Istanbul gab es einen Gleichstand von 26:26 Stimmen. Eine Stichwahl (49:45 Stimmen) entschied, dass Istanbul in die Endabstimmung kam. Dort erhielt Tokio 60 Stimmen (Istanbul 36).
| Ort      | Land    | Runde 1 | Stichwahl | Runde 2 |
| -------- | ------- | ------- | --------- | ------- |
| Tokio    | Japan   | 42      | –         | 60      |
| Istanbul | Türkei  | 26      | 49        | 36      |
| Madrid   | Spanien | 26      | 45        | –       |

Die japanische Hauptstadt trug bereits 1964 die Spiele aus. Auch 1940 war Tokio für die Austragung der Spiele vorgesehen, musste sie aber nach dem Ausbruch des Japanisch-Chinesischen Kriegs am 16. Juli 1938 an das IOC zurückgeben. Tokio bewarb sich erfolglos um die Olympischen Spiele 1960 und 2016.
Vorwurf der Korruption
Nach Angaben der Pariser Finanzstaatsanwaltschaft sollen im Juli und Oktober 2013 zwei Zahlungen mit dem Betreff „Tokyo 2020 Olympic Game Bid“ („Tokio 2020 Olympiabewerbung“) von einem japanischen Konto an die Firma Black Tidings in Singapur geflossen sein, wobei es um eine Summe in Höhe von 2,8 Millionen Singapur-Dollar (rund 1,8 Millionen Euro) ging. Der Inhaber von Black Tidings stand Papa Massata Diack nahe, dem Sohn des früheren Präsidenten des Leichtathletikweltverbandes (IAAF), Lamine Diack, gegen den die französische Justiz im Zusammenhang mit dem Doping und Korruption beim IAAF ermittelt, in diesem Zusammenhang auf die verdächtigen Zahlungen hingewiesen wurde und ein gesondertes Korruptionsermittlungsverfahren eröffnete.
Ende Oktober 2017 wurde ein Mailverkehr zwischen Lamine Diack und seinem Sohn Papa Massata Diack vom Tag der IOC-Entscheidung für Tokio publik, der aus Sicht der Strafermittler der Pariser Sonderstaatsanwaltschaft „Parquet national financier“ (PNF) besondere Beweiskraft hat, weil diesem zufolge Lamine Diack tatsächlich Einfluss auf das Stimmverhalten des afrikanischen Blocks hatte, der sich auf keinen Fall für Madrid aussprechen sollte. Anders als der in Frankreich unter Hausarrest stehende Lamine Diack, konnte Papa Massata Diack in Senegal abtauchen, weswegen er seit 2016 von Interpol gesucht wird.
Im Januar 2019 wurde bekannt, dass in Frankreich Ermittlungen gegen Tsunekazu Takeda, den Präsidenten des Japanischen Olympischen Komitees wegen aktiver Korruption bei der Vergabe der Olympischen Spiele 2020 an Tokio eingeleitet wurden. Im Fokus steht insbesondere eine verdächtige Zahlung von zwei Millionen Euro, an der Takeda im Zuge der Bewerbung beteiligt gewesen sein soll. Im März 2019 kündigte Takeda an, im Juni 2019 als JOC-Präsident und Mitglied des Internationalen Olympischen Komitees zurückzutreten.

## Vorbereitung
Zum 25. Juni 2015 richtete Premierminister Shinzō Abe den Kabinettsposten eines „Olympiaministers“ ein, der bis 2020 von fünf verschiedenen Personen ausgeführt wurde:
- Juni 2015–August 2016: Toshiaki Endō (drittes Kabinett Abe und zum ersten Mal umgebildetes drittes Kabinett Abe)
- August 2016–August 2017: Tamayo Marukawa (zum zweiten Mal umgebildetes drittes Kabinett Abe)
- August 2017–Oktober 2018: Shun’ichi Suzuki (zum dritten Mal umgebildetes drittes Kabinett Abe und viertes Kabinett Abe)
- Oktober 2018–April 2019: Yoshitaka Sakurada (zum ersten Mal umgebildetes viertes Kabinett Abe)
- April 2019–September 2019: Shun'ichi Suzuki (zum ersten Mal umgebildetes viertes Kabinett Abe)
- September 2019–: Seiko Hashimoto (zum zweiten Mal umgebildetes viertes Kabinett Abe)

Auswirkungen der Corona-Pandemie
Ursprünglich waren die Spiele für den Zeitraum vom 24. Juli bis zum 9. August 2020 angesetzt. Am 24. März 2020 entschied das Internationale Olympische Komitee jedoch, die Olympischen Sommerspiele wegen der wenigen Wochen zuvor ausgebrochenen Corona-Pandemie zu verschieben. Mehrere Mannschaften hatten zu diesem Zeitpunkt ihre Teilnahme für 2020 bereits abgesagt. In zahlreichen Ländern kam es damals zu massiven Einschränkungen des öffentlichen Lebens. Der olympische Fackellauf hatte zu dieser Zeit bereits begonnen und wurde unterbrochen. Abgesehen von den abgesagten Spielen während der beiden Weltkriege, war es das erste Mal, dass Olympische Sommerspiele nicht im turnusmäßigen Rhythmus von vier Jahren stattfanden.
Am 20. März 2021 gab das Internationale Olympische Komitee bekannt, dass die Spiele wegen der immer noch grassierenden Pandemie ohne ausländische Zuschauer stattfinden werden, eine weitere Verschiebung hatte das Organisationskomitee als unmöglich verworfen. Darüber hinaus konnten keine Angehörigen der Athleten und kaum freiwillige Helfer aus dem Ausland nach Japan einreisen. Alle Athleten, Funktionäre und Medienschaffende sollten während der Spiele in einer eigenen „Hygieneblase“ verkehren, ohne Kontakt zur Bevölkerung. Es war ihnen lediglich gestattet, offiziell eingerichtete Transfers zu den Trainings- und Wettkampfstätten zu nutzen. Private Ausflüge waren untersagt.
Angesichts steigender Infektionszahlen rief die japanische Regierung am 8. Juli 2021 für Tokio den Corona-Notstand aus. Er sollte ab dem 12. Juli bis zum 22. August 2021 gelten und somit die gesamte Dauer der Olympischen Spiele umfassen. Daraufhin entschieden gemeinsam das Organisationskomitee der Olympischen Spiele, das Internationale Olympische und Paralympische Komitee sowie das Tokyo Metropolitan Government und die japanische Regierung, die Olympischen Sommerspiele gänzlich ohne Zuschauer stattfinden zu lassen.
Alternativ zur realen Kulisse wurden Soundsysteme in den Wettkampfstätten eingesetzt, die Zuschauerreaktionen von früheren Sommerspielen abspielten.

## Wettkampfstätten
Die meisten Wettbewerbe wurden innerhalb von acht Kilometern um das olympische Dorf ausgetragen. Badminton, Bahnradfahren, Basketball, Fechten, die Fußballspiele, Golf, der Moderne Fünfkampf, die Mountainbike-Wettbewerbe, Reiten, Ringen, Rugby, Schießen, Segeln und Taekwondo, fanden außerhalb dieses Bereiches statt. Innerhalb des 8-Kilometer-Radius teilten sich die Sportstätten auf die Heritage Zone im Norden (u. a. mit dem Olympiastadion; Sportarten: Leichtathletik, Tischtennis, Handball, Judo, die Straßenradrennen, Gewichtheben und Boxen) und die Tokyo Bay Zone im Süden (u. a. mit dem Medienzentrum; Sportarten: Volleyball, BMX, Turnen, Tennis, Triathlon, Marathon, Beach-Volleyball, Hockey, Reitsport, Rudern, Kanu, Bogenschießen und Schwimmsport) auf.
Das alte Olympiastadion von 1964 wurde abgerissen und bis 2019 durch einen rund 1,1 Milliarden Euro teuren Neubau ersetzt.
Aufgrund der hohen Tokioter Hotelkapazität von über 100.000 Zimmern war der Bau eines Mediendorfes nicht nötig.

### Heritage Zone

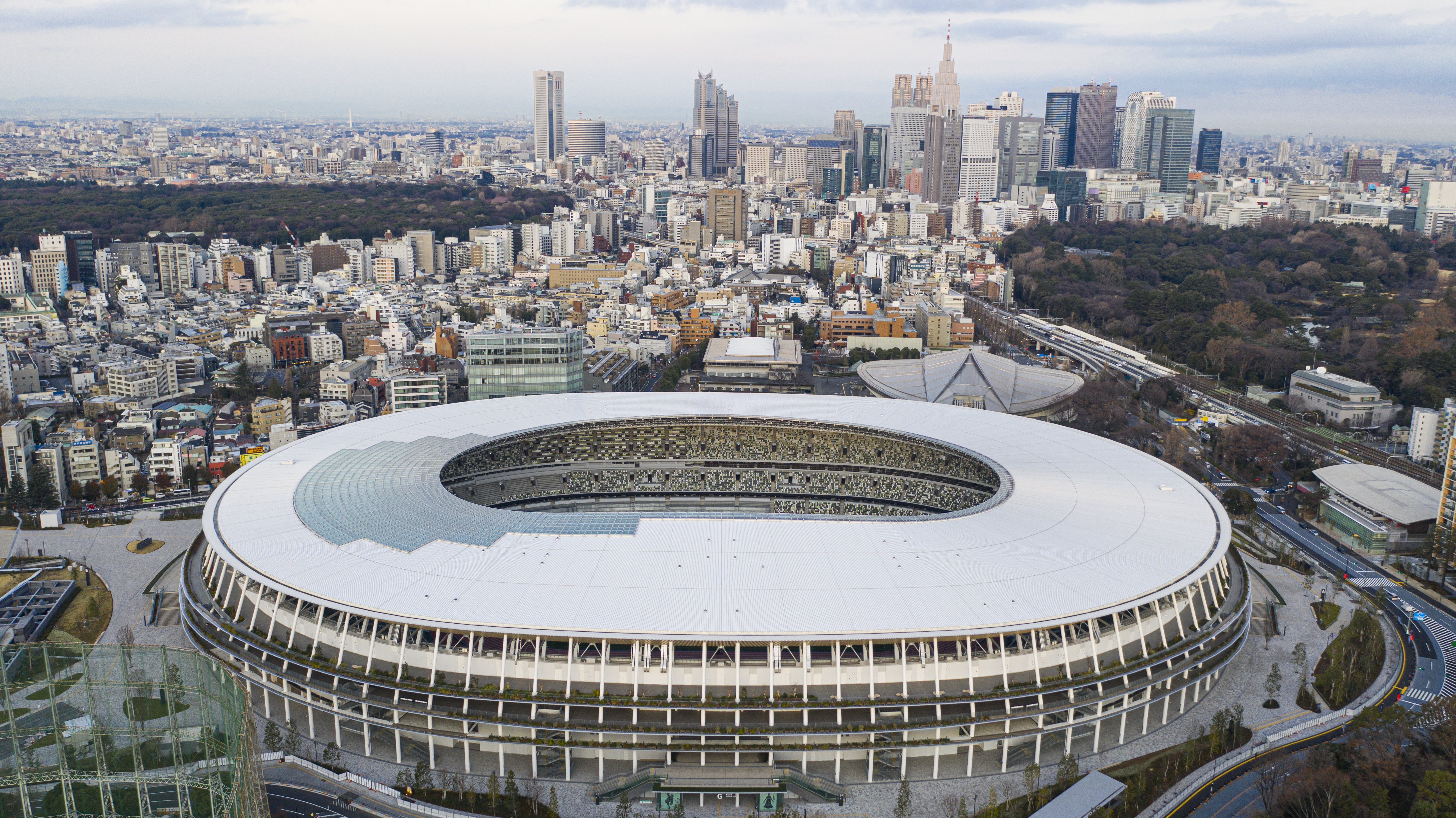
Das neue Nationalstadion

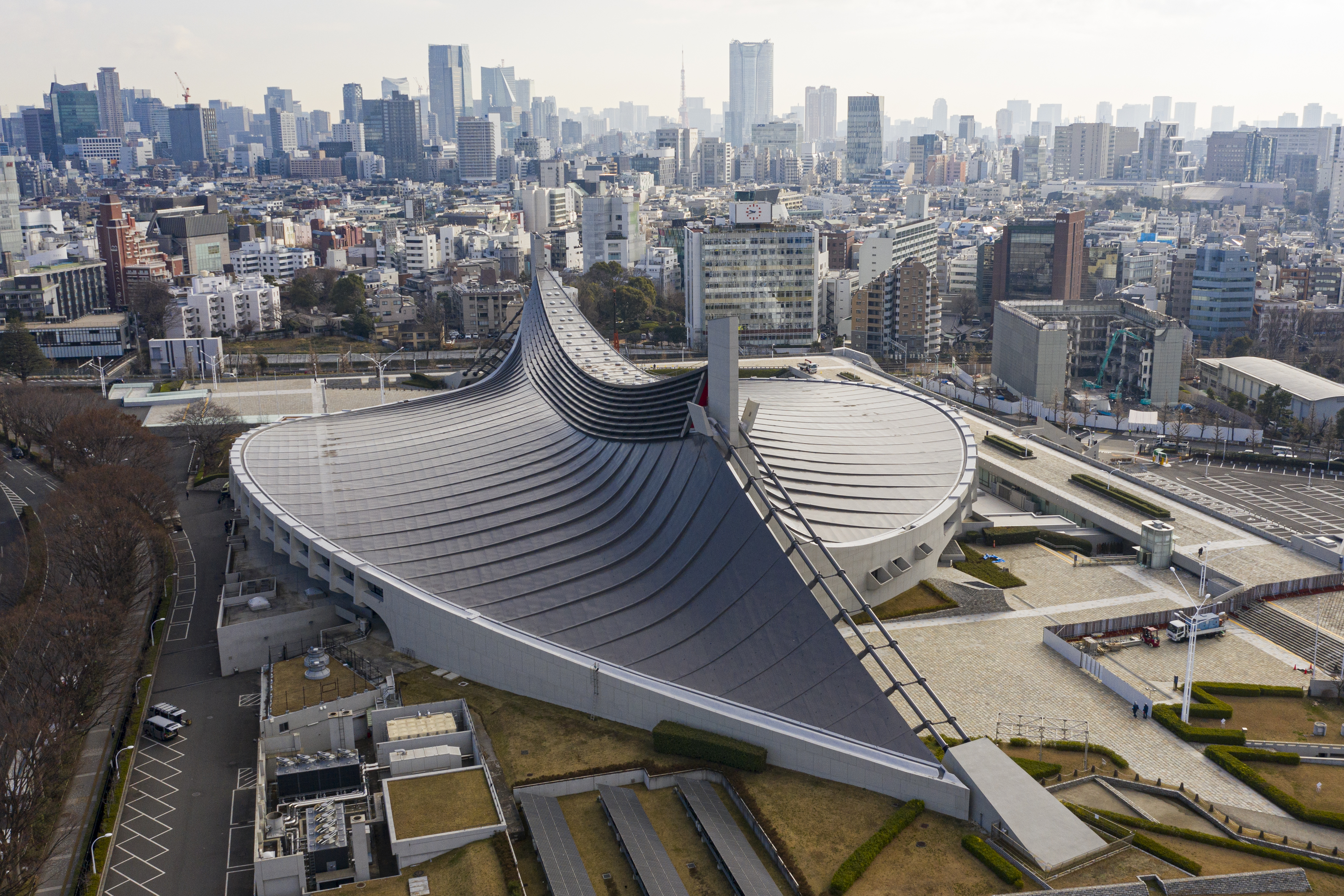
Nationale Sporthalle Yoyogi

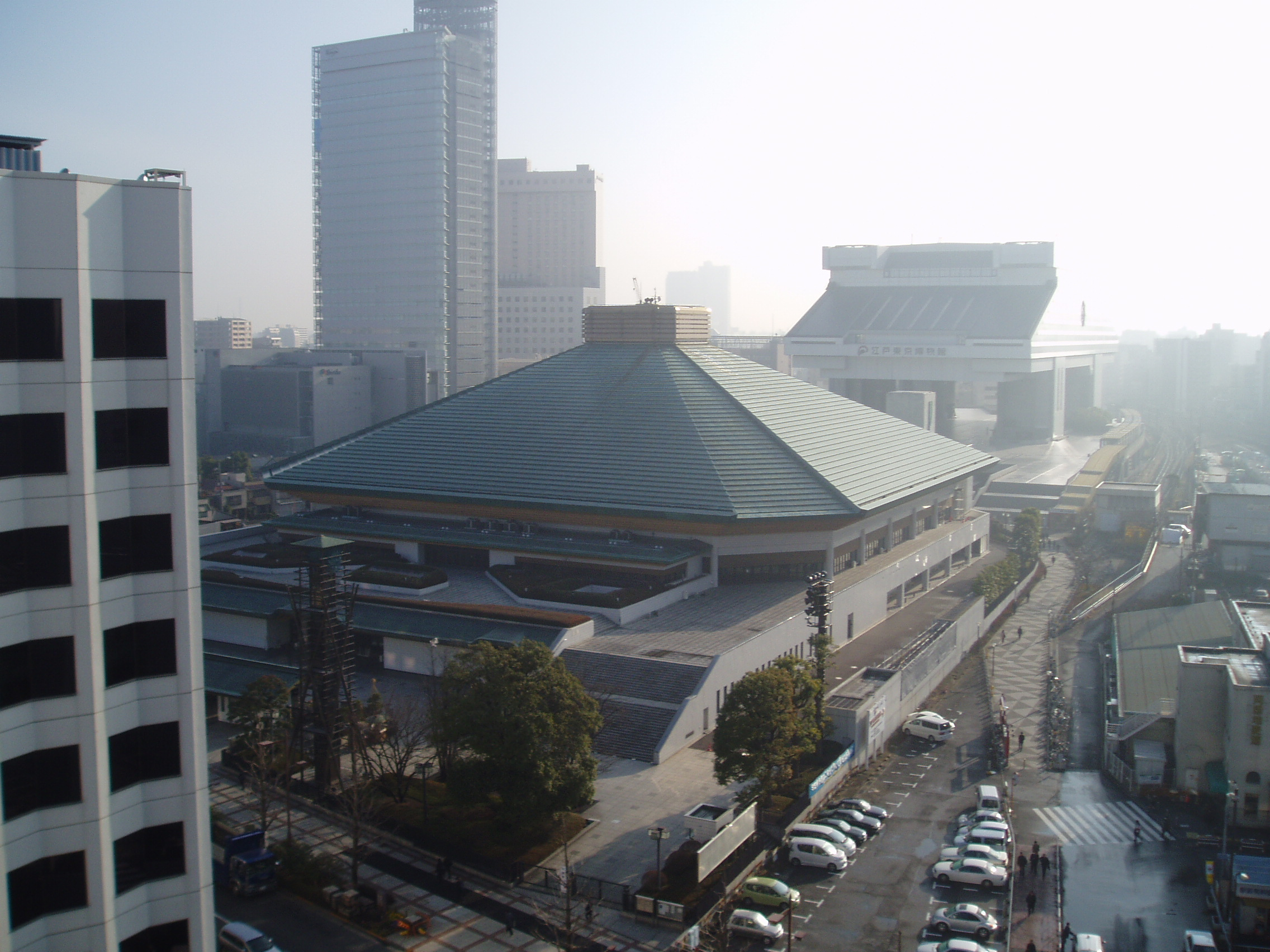
Das Ryōgoku Kokugikan

| Wettkampfstätte              | Sportarten                                                 | Kapazität         |
| ---------------------------- | ---------------------------------------------------------- | ----------------- |
| Olympiastadion               | Leichtathletik                                             | 68.000 Sitzplätze |
| Olympiastadion               | Fußball                                                    | 68.000 Sitzplätze |
| Olympiastadion               | Eröffnungs- und Schlussfeier                               | 68.000 Sitzplätze |
| Tōkyō Taiikukan              | Tischtennis                                                | 10.000 Sitzplätze |
| Kokuritsu Yoyogi Kyōgijō     | Handball                                                   | 13.291 Sitzplätze |
| Nippon Budōkan               | Judo                                                       | 11.000 Sitzplätze |
| Nippon Budōkan               | Karate                                                     | 11.000 Sitzplätze |
| Tokyo International Forum    | Gewichtheben                                               | 05.012 Sitzplätze |
| Ryōgoku Kokugikan            | Boxen                                                      | 11.098 Sitzplätze |
| Baji Kōen                    | Dressur                                                    | 09.300 Plätze     |
| Baji Kōen                    | Springreiten                                               | 09.300 Plätze     |
| Baji Kōen                    | Vielseitigkeitsreiten (Dressur, Springen)                  | 09.300 Plätze     |
| Musashino Forest Sport Plaza | Badminton                                                  | 07.200 Sitzplätze |
| Musashino Forest Sport Plaza | Moderner Fünfkampf (Fechten)                               | 07.200 Sitzplätze |
| Tokio Stadion                | 7er-Rugby                                                  | 50.000 Sitzplätze |
| Tokio Stadion                | Fußball                                                    | 50.000 Sitzplätze |
| Tokio Stadion                | Moderner Fünfkampf (Schwimmen, Fechten, Reiten, Laser-Run) | 50.000 Sitzplätze |
| Musashinonomori Park         | Radsport (Start der Straßenrennen)                         | 01.000 Sitzplätze |

### Tokyo Bay Zone

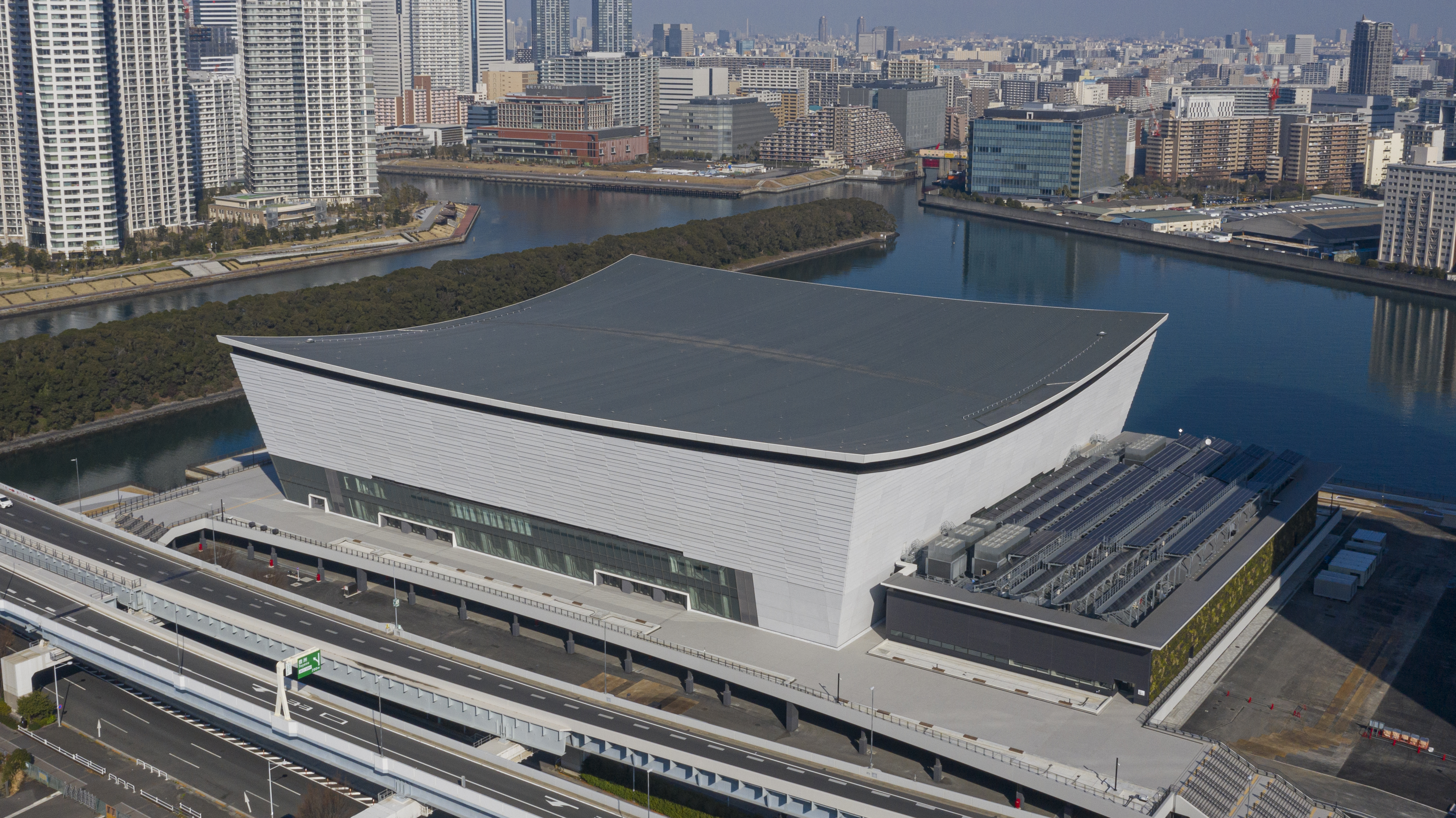
Die Ariake Arena im Januar 2020

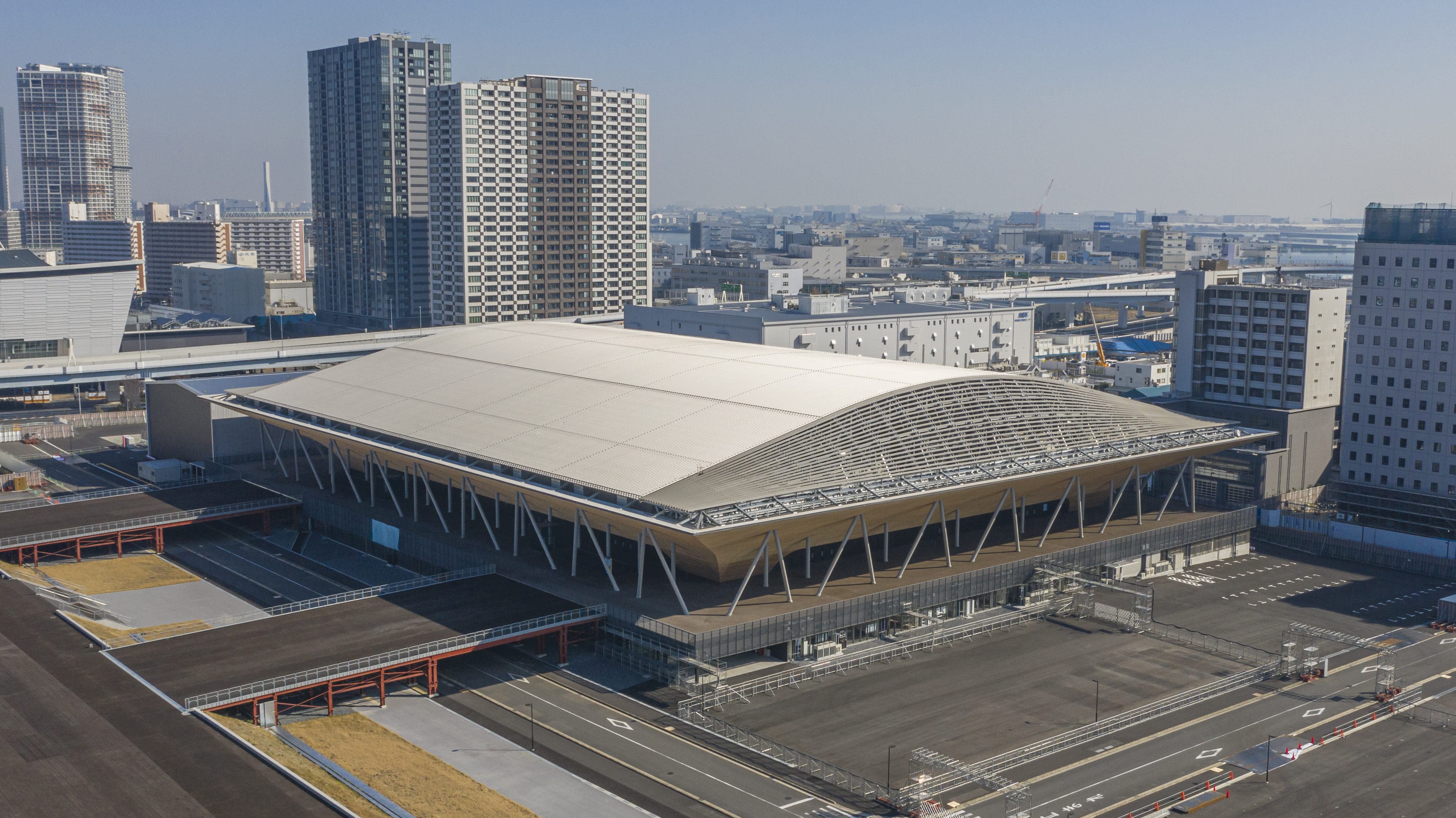
Ariake Gymnastics Centre

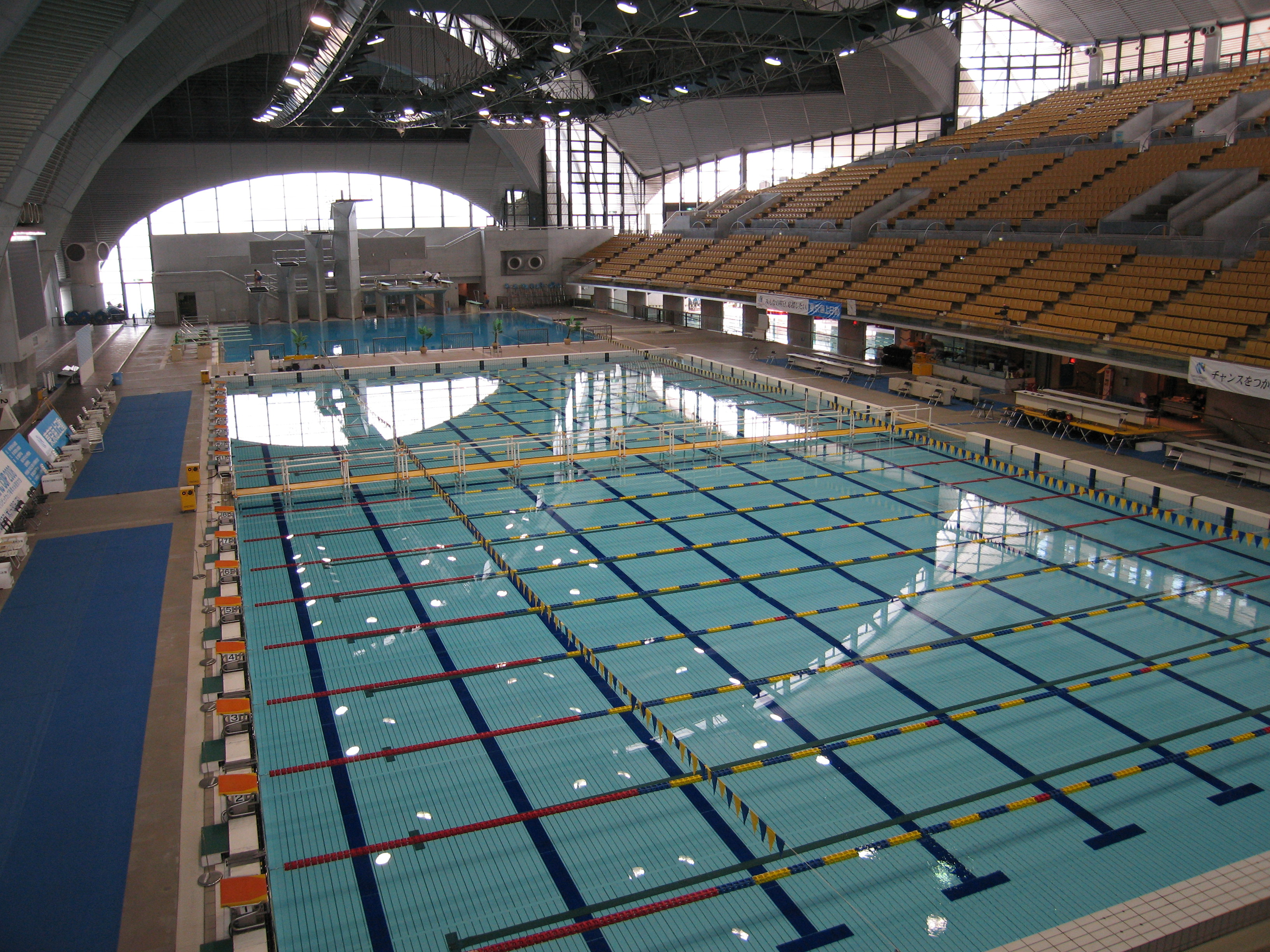
Tatsumi Water Polo Centre

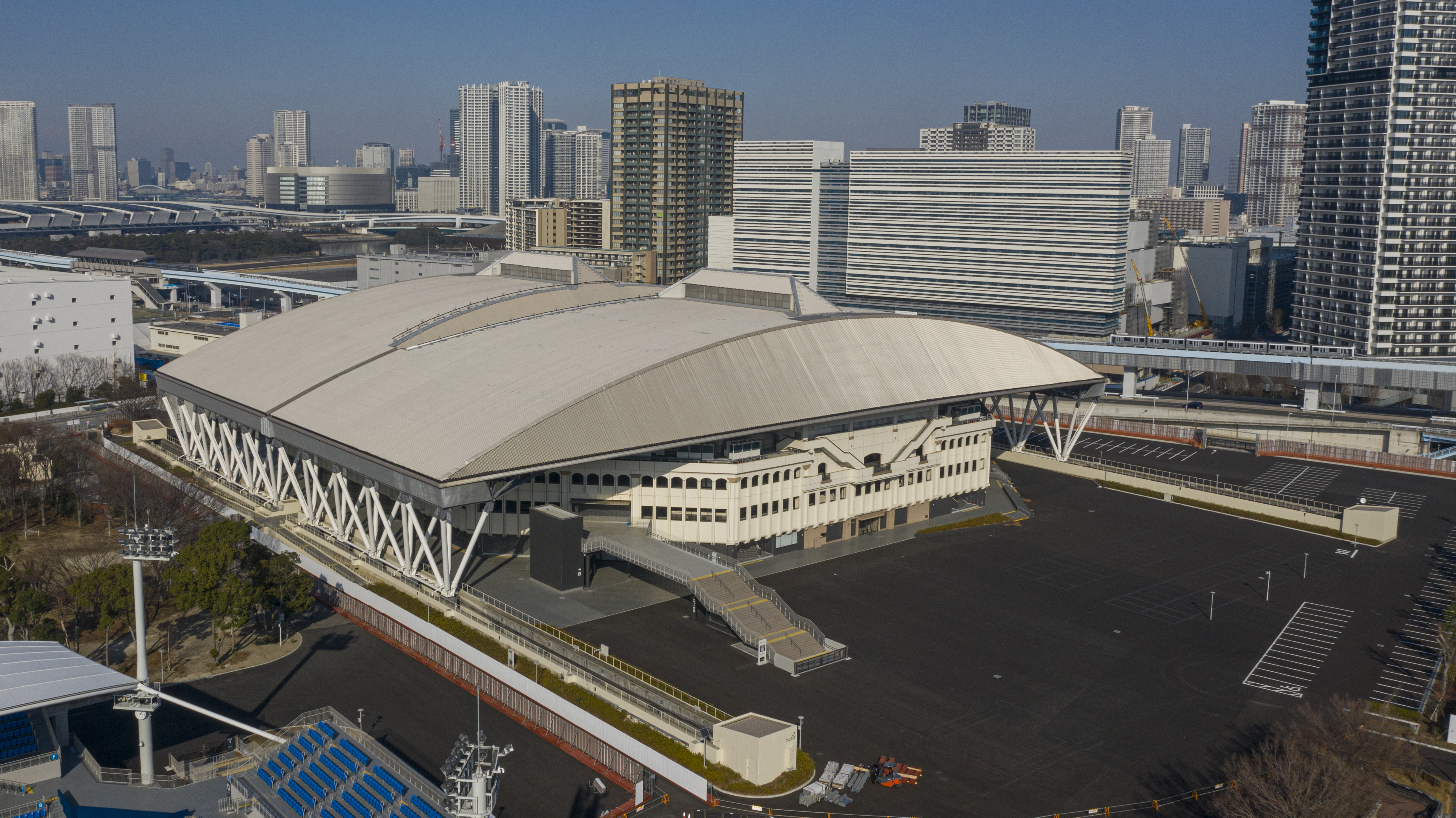
Ariake Tennis Park

| Wettkampfstätte                 | Sportarten                            | Kapazität                                                     |
| ------------------------------- | ------------------------------------- | ------------------------------------------------------------- |
| Ariake Arena                    | Volleyball                            | 15.000 Sitzplätze                                             |
| Ariake Gymnastics Centre        | Gerätturnen                           | 12.000 Sitzplätze                                             |
| Ariake Gymnastics Centre        | Rhythmische Sportgymnastik            | 12.000 Sitzplätze                                             |
| Ariake Gymnastics Centre        | Trampolinturnen                       | 12.000 Sitzplätze                                             |
| Ariake Urban Sports Park        | BMX-Rennsport                         | 05.000 Sitzplätze                                             |
| Ariake Urban Sports Park        | BMX-Freestyle                         | 06.600 Sitzplätze                                             |
| Ariake Urban Sports Park        | Skateboard                            | 07.000 Sitzplätze                                             |
| Ariake Tennis Park              | Tennis                                | 20.000 Sitzplätze (10.000/5.000/3.000/2.000 Sitzplätze)       |
| Odaiba Marine Park              | Triathlon                             | 05.500 Sitzplätze, unbegrenzte Stehplätze entlang der Strecke |
| Odaiba Marine Park              | Freiwasserschwimmen                   | 05.500 Sitzplätze, unbegrenzte Stehplätze entlang der Strecke |
| Shiokaze Park                   | Beachvolleyball                       | 12.000 Sitzplätze                                             |
| Aomi Urban Sports Park          | 3×3-Basketball                        | 07.100 Plätze                                                 |
| Aomi Urban Sports Park          | Sportklettern                         | 08.400 Plätze                                                 |
| Oi Hockey Stadium               | Hockey                                | 15.000 Sitzplätze                                             |
| Sea Forest Cross-Country Course | Vielseitigkeitsreiten (Cross-Country) | 16.000 Plätze                                                 |
| Sea Forest Waterway             | Kanu                                  | 12.800 Plätze                                                 |
| Sea Forest Waterway             | Rudern                                | 16.000 Plätze                                                 |
| Kasai Canoe Slalom Centre       | Kanuslalom                            | 07.500 Sitzplätze                                             |
| Yumenoshima Park Archery Field  | Bogenschießen                         | 05.600 Plätze                                                 |
| Tokyo Aquatics Centre           | Schwimmen                             | 15.000 Sitzplätze                                             |
| Tokyo Aquatics Centre           | Wasserspringen                        | 15.000 Sitzplätze                                             |
| Tokyo Aquatics Centre           | Synchronschwimmen                     | 15.000 Sitzplätze                                             |
| Tatsumi Water Polo Centre       | Wasserball                            | 04.700 Sitzplätze                                             |
| Makuhari Messe (Halle A)        | Ringen                                | 10.000 Sitzplätze                                             |
| Makuhari Messe (Halle A)        | Taekwondo                             | 10.000 Sitzplätze                                             |
| Makuhari Messe (Halle B)        | Fechten                               | 08.000 Sitzplätze                                             |

### Weitere Wettkampfstätten

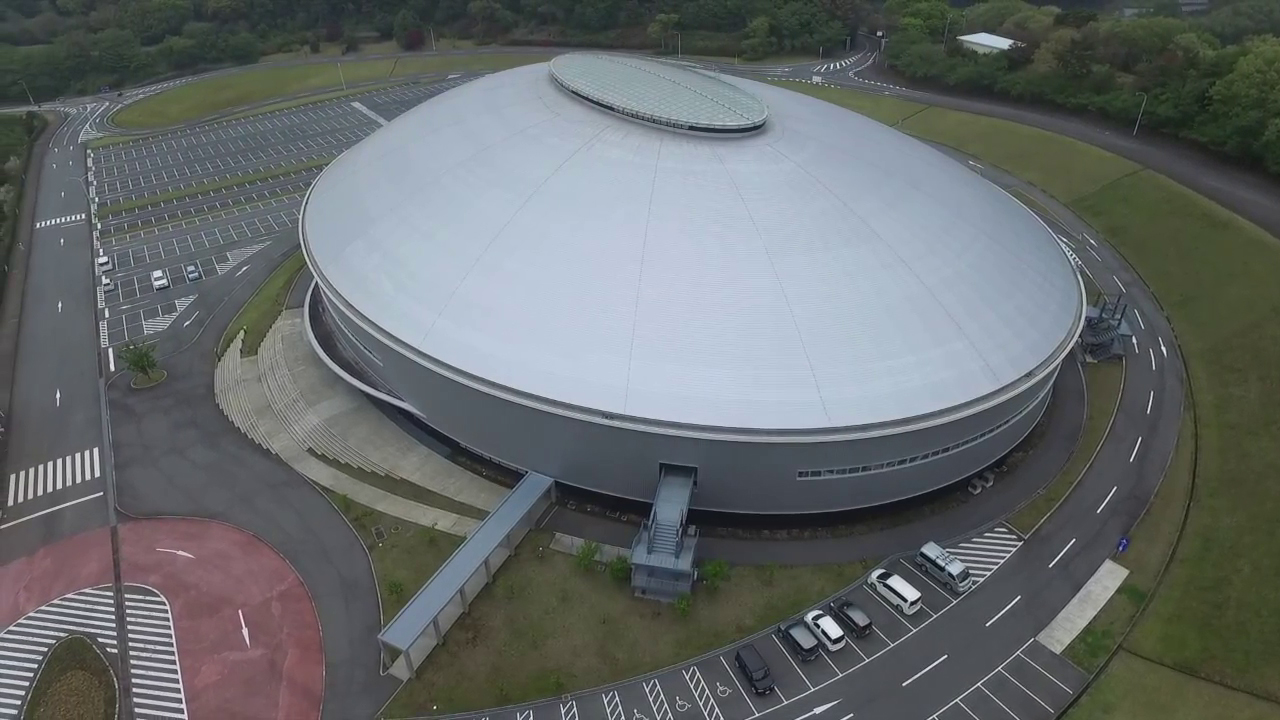
Izu Velodrome

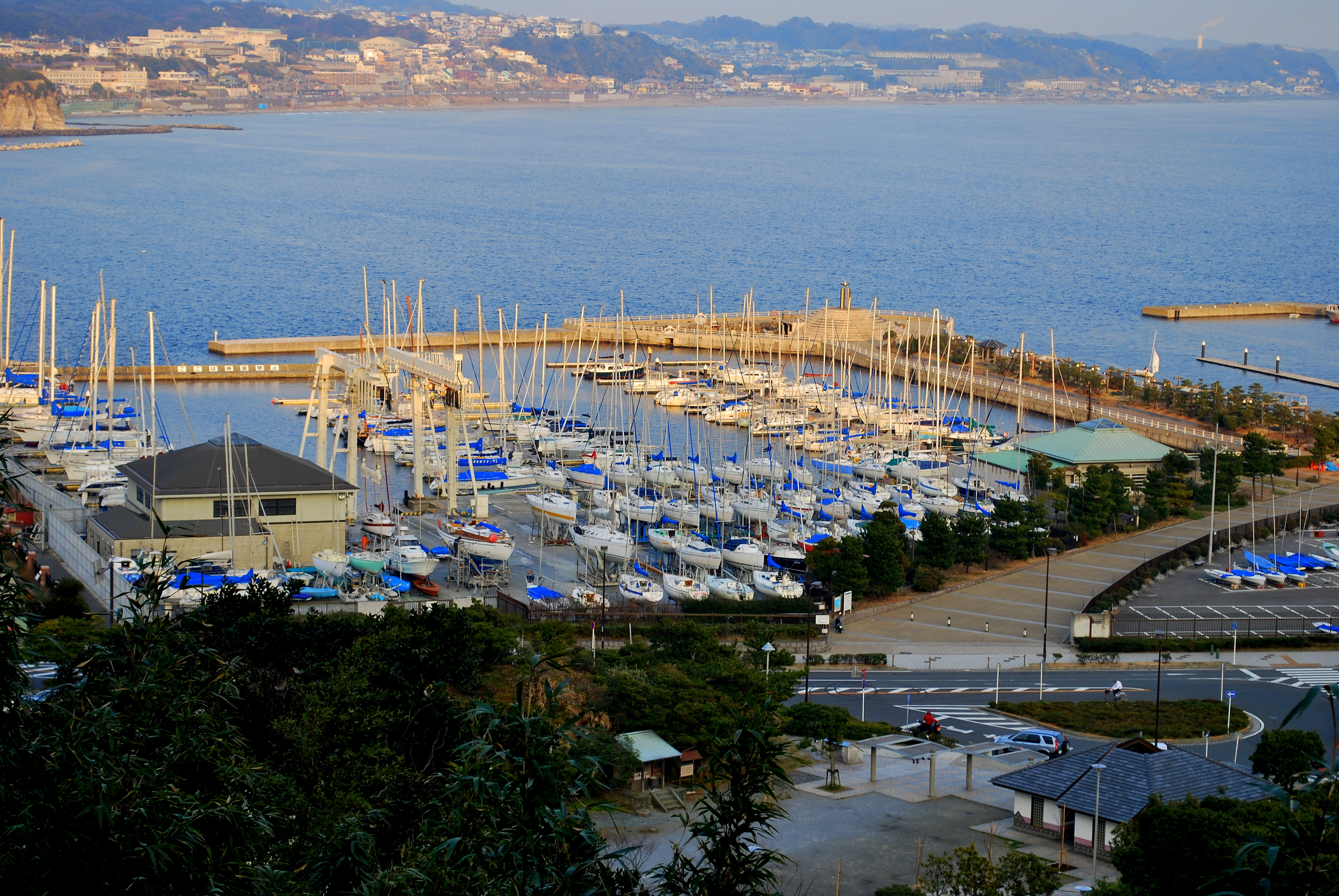
Der Yachthafen Enoshima

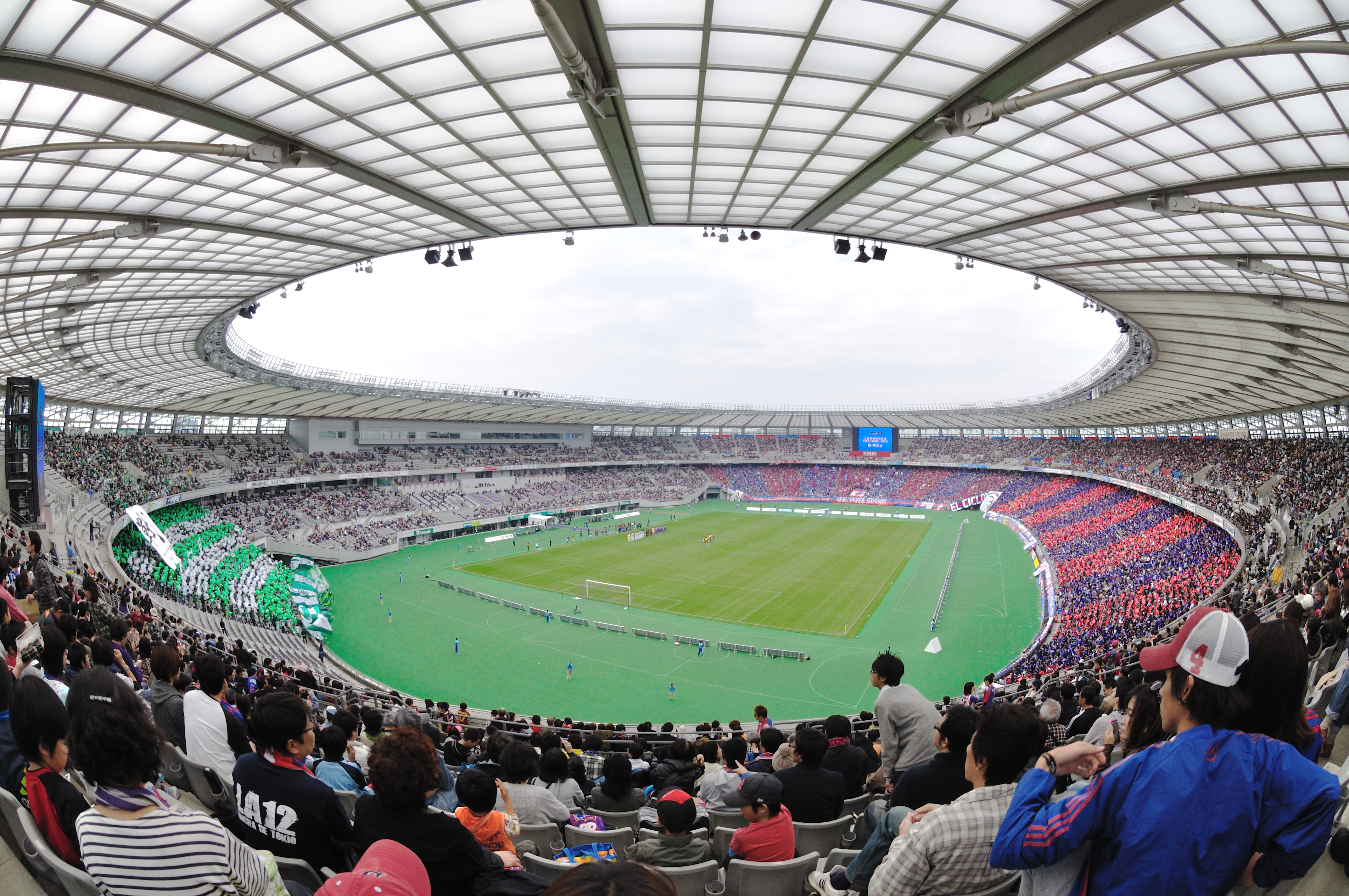
Tokio Stadion

| Wettkampfstätte                  | Ort        | Sportarten      | Kapazität                                         |
| -------------------------------- | ---------- | --------------- | ------------------------------------------------- |
| Tsurigasaki Surfing Beach        | Ichinomiya | Surfen          | 06.000 Plätze                                     |
| Saitama Super Arena              | Saitama    | Basketball      | 21.000 Sitzplätze                                 |
| Asaka Shooting Range             | Asaka      | Schießen        | 03.000 Plätze                                     |
| Kasumigaseki Country Club        | Kawagoe    | Golf            | 25.000 Plätze (24.000 Steh- und 1.000 Sitzplätze) |
| Yachthafen Enoshima              | Fujisawa   | Segeln          | 03.600 Plätze                                     |
| Izu Velodrome                    | Izu        | Bahnradsport    | 03.600 Sitzplätze                                 |
| Izu Mountain Bike Course         | Izu        | Mountainbike    | 11.500 Plätze                                     |
| Fuji International Speedway      | Oyama      | Radsport        | 22.000 Plätze                                     |
| Fukushima Azuma Baseball Stadium | Fukushima  | Baseball        | 14.300 Sitzplätze                                 |
| Fukushima Azuma Baseball Stadium | Fukushima  | Softball        | 14.300 Sitzplätze                                 |
| Yokohama Stadium                 | Yokohama   | Baseball        | 35.000 Plätze                                     |
| Yokohama Stadium                 | Yokohama   | Softball        | 35.000 Plätze                                     |
| Ōdōri-Park                       | Sapporo    | Marathon, Gehen |                                                   |

### Fußballstadien außerhalb Tokios

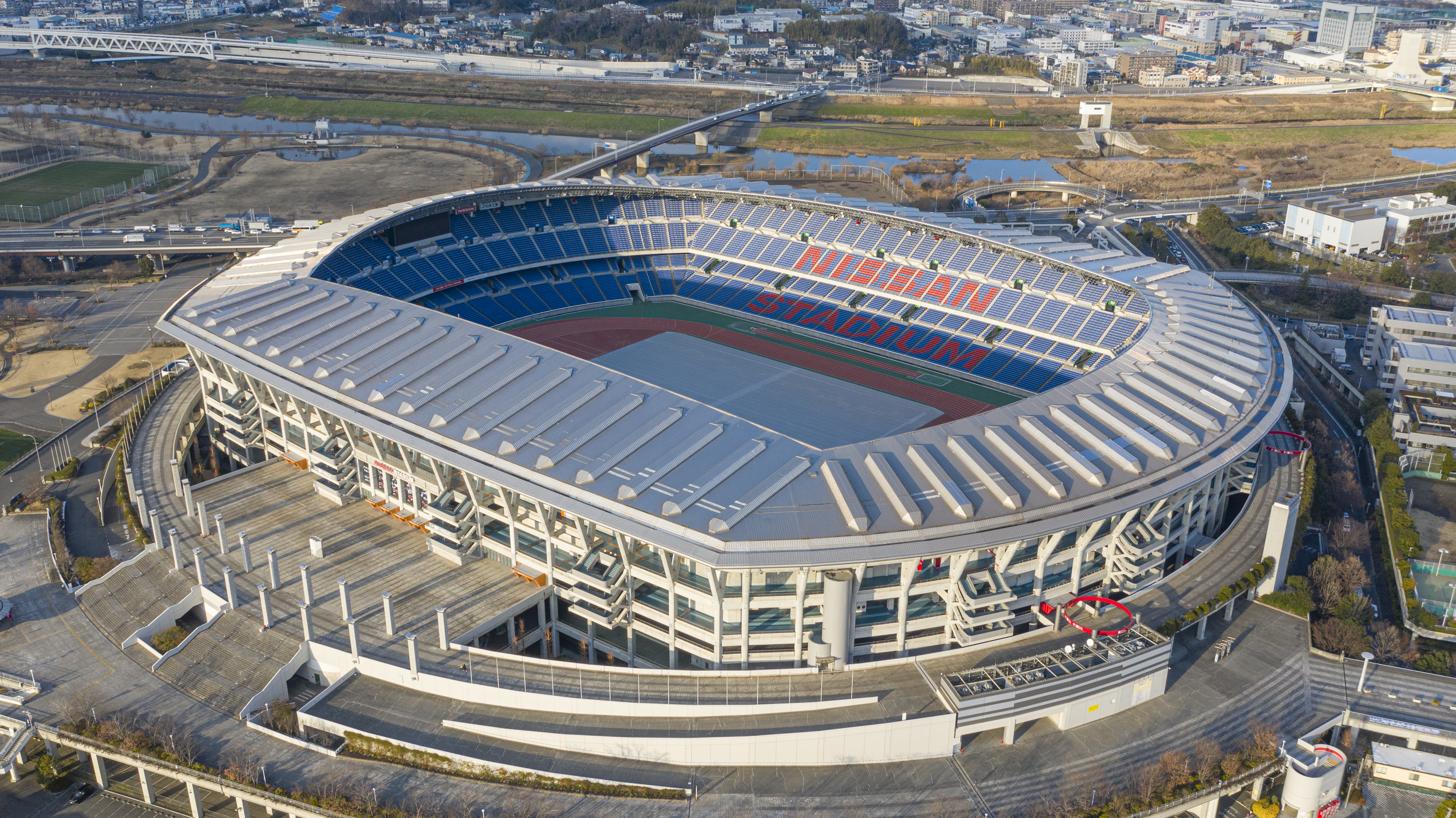
Im International Stadium Yokohama wird das Finale des Fußballturniers der Männer ausgetragen.

| Wettkampfstätte                | Stadt    | Sportarten | Kapazität         |
| ------------------------------ | -------- | ---------- | ----------------- |
| Sapporo Dome                   | Sapporo  | Fußball    | 41.000 Sitzplätze |
| Miyagi Stadium                 | Rifu     | Fußball    | 49.000 Sitzplätze |
| Ibaraki Kashima Stadium        | Kashima  | Fußball    | 40.000 Sitzplätze |
| Saitama Stadium                | Saitama  | Fußball    | 64.000 Sitzplätze |
| International Stadium Yokohama | Yokohama | Fußball    | 72.000 Sitzplätze |

### Weitere

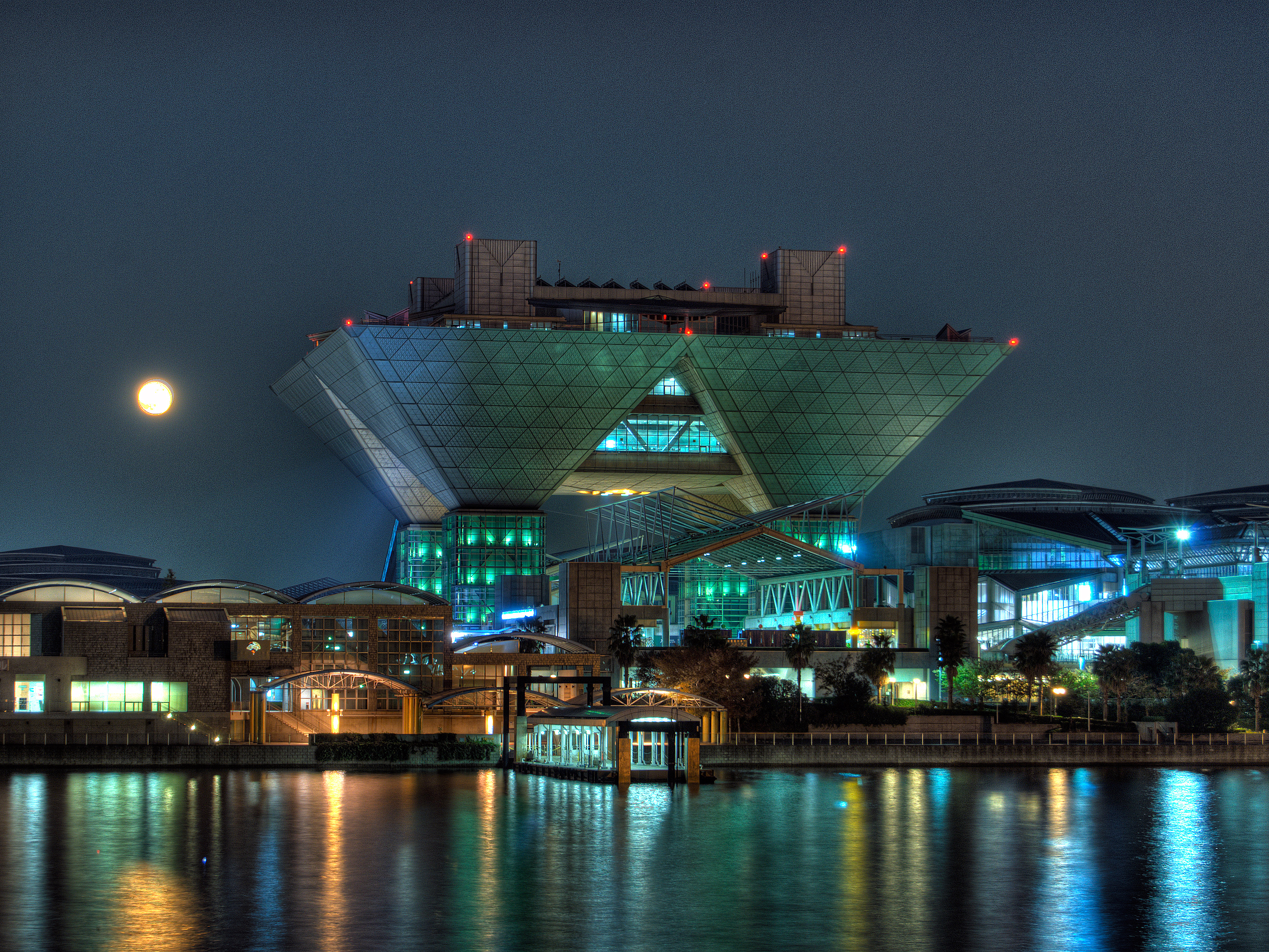
Tokyo Big Sight

Folgende Orte dienten als weitere Orte für Organisation und Öffentlichkeitsarbeit:
| Ort             | Funktion                                         |
| --------------- | ------------------------------------------------ |
| Imperial Hotel  | Sitz des IOC                                     |
| Harumi Futo     | Olympisches Dorf                                 |
| Tokyo Big Sight | Medienzentrum und International Broadcast Centre |

## Zeremonien

### Fackellauf

Die Route des Fackellaufs führte durch alle 47 Präfekturen

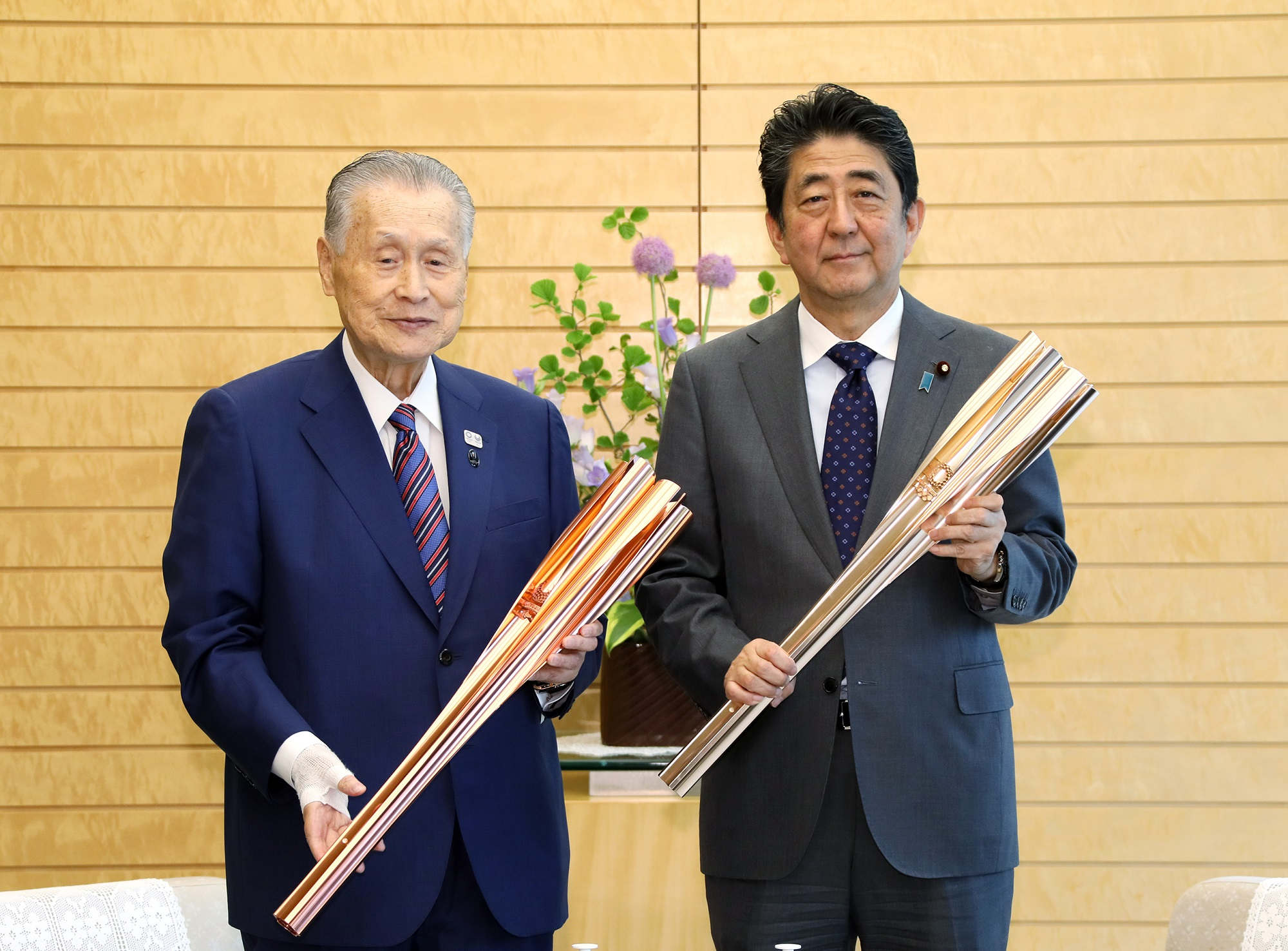
Yoshirō Mori (links) und Shinzō Abe (rechts) mit dem Fackelstab

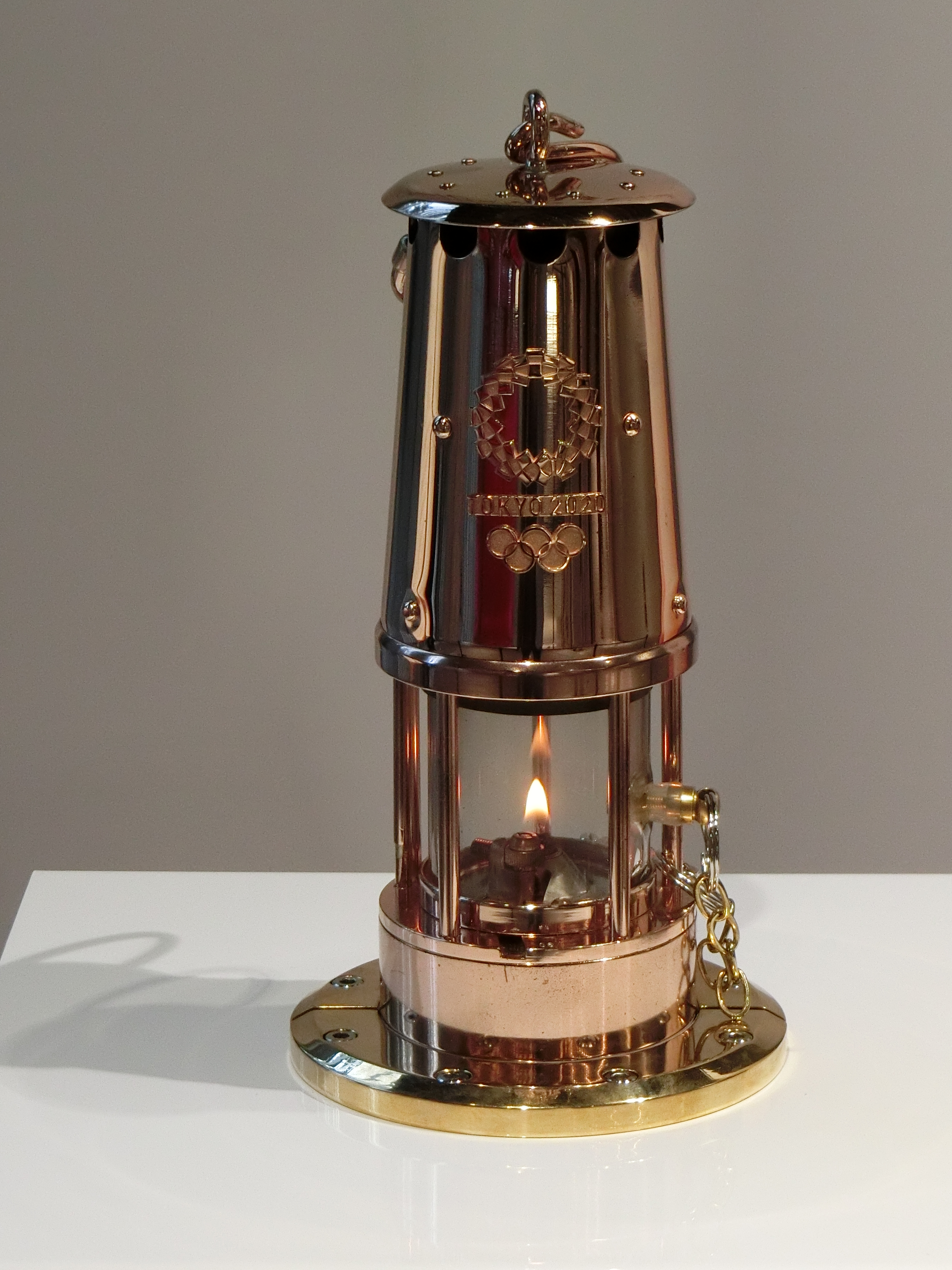
Das olympische Feuer wurde mehrere Monate lang in einer Laterne aufbewahrt

Das olympische Feuer wurde am 12. März 2020 im Beisein des IOC-Präsidenten Thomas Bach im Heiligen Hain des antiken Olympia mit einem Parabolspiegel durch die Strahlen der Sonne entfacht. Der olympische Fackellauf sollte etwa 3500 Kilometer quer durch Griechenland verlaufen, jedoch musste der Fackellauf in Griechenland nach nur einem Tag wegen der grassierenden COVID-19-Pandemie in Griechenland beendet werden, da sich mehrere Schaulustige am Straßenrand aufhielten. Ohne Zuschauer wurde am 19. März 2020 das olympische Feuer im Panathinaiko-Stadion in Athen an das japanische Organisationskomitee übergeben. Die Fackel erreichte am 20. März 2020 den japanischen Militärflughafen Matsushima bei Higashimatsushima im Nordosten der Hauptinsel Honshu. Dort entzündeten die mehrfachen Olympiasieger Tadahiro Nomura und Saori Yoshida bei einer kleinen Ankunftszeremonie die Fackel auf japanischem Boden. Einen Tag später wurde am Bahnhof Sendai das Feuer in einem goldenen Kessel präsentiert, etwa 50.000 Japaner besuchten am ersten Ausstellungstag das olympische Feuer – die Warteschlange betrug etwa 500 Meter. Der Fackellauf sollte am 26. März 2020 beginnen und am 24. Juli 2020 und in Tokio feierlich beendet werden. Nach der Entscheidung, die Olympischen Sommerspiele wegen der COVID-19-Pandemie zu verschieben, wurde das Feuer in einer speziellen Laterne platziert, die ab dem 1. April 2020 für einen Monat lang in der Stadt Fukushima ausgestellt wurde. Danach wurde die Laterne nach Tokio zum Olympischen Museum gebracht, wo sie bis zum Neustart der Fackellaufs im Jahr 2021 sicher aufbewahrt wurde.
Der Fackellauf begann am 25. März 2021 in den von Tōhoku-Erdbeben und -Tsunami 2011 betroffenen Gebieten Miyagi, Iwate und Fukushima, und führte mit einer Gesamtlänge von 9600 Kilometer in 121 Tagen durch alle 47 Präfekturen. Die japanischen Fußballweltmeisterinnen von 2011 waren die ersten Fackelträgerinnen, die den Fackellauf auf japanischem Boden – in J-Village – begannen; Azusa Iwashimizu war die erste Läuferin der Fackelstaffel. Es folgten 10.000 weitere japanische Fackelläufer bis nach Tokio.

### Eröffnungsfeier
Die Eröffnungsfeier fand am 23. Juli 2021 mit einem aufwendigen Kulturprogramm und dem traditionellen Einmarsch der teilnehmenden Athleten aus 205 Nationen und von 29 Athleten mit Flüchtlingsstatus im Olympiastadion statt. Aufgrund der COVID-19-Pandamie fand die Eröffnungsfeier ohne reguläre Zuschauer statt, nur Staatsgäste, Vertreter olympischer Teams und Medienvertreter durften bei der Eröffnungsfeier dabei sein. Es wurde eine Schweigeminute für die Toten der COVID-Pandemie eingelegt, aber auch erstmals eine Schweigeminute für die Opfer des Münchner Olympia-Attentats von 1972. Der Wirtschaftswissenschaftler Muhammad Yunus aus Bangladesch wurde für seine Verdienste um Bildung, Entwicklung, Kultur und Sport mit dem neu geschaffenen Preis Olympic Laurel Award ausgezeichnet. Kaiser Naruhito eröffnete formell die Spiele. Die Tennisspielerin Naomi Ōsaka entzündete dann mit der Fackel das olympische Feuer.

## Teilnehmer
Sportler von folgenden 206 Nationalen Olympischen Komitees qualifizierten sich für die Olympischen Spiele in Tokio. Am 9. Dezember 2019 wurde von der Welt-Anti-Doping-Agentur bekanntgegeben, dass Russland für die nächsten vier Jahre von allen sportlichen Großereignissen ausgeschlossen werde. Wie bereits bei den Olympischen Winterspielen 2018 sind Athleten aus Russland unter neutraler Flagge zugelassen worden.
Am 6. April 2021 gab Nordkorea bekannt, wegen gesundheitlicher Risiken ausgehend von der COVID-19-Pandemie keine Athleten nach Tokio zu entsenden. Am 21. Juli 2021 verzichtete Guinea auf eine Teilnahme. Am 23. Juli sagte Guinea wieder zu. Die Zuordnung der Länder bezieht sich auf die Zugehörigkeit der einzelnen Nationalen Olympischen Komitees zu den Kontinentalverbänden des IOCs. Die Reihenfolge der Kontinente bezieht sich auf die Gesamtzahl der Athleten.
| Europa (4.851 Athleten aus 52 Nationen gemeldet) | Europa (4.851 Athleten aus 52 Nationen gemeldet) | Europa (4.851 Athleten aus 52 Nationen gemeldet) |
| --- | --- | --- |
| - Albanien (9) - Andorra (2) - Armenien (17) - Aserbaidschan (44) - Belarus (101) - Belgien (121) - Bosnien und Herzegowina (7) - Bulgarien (42) - Dänemark (107) - Deutschland (425) - Estland (33) - Finnland (45) - Frankreich (385) - Georgien (35) - Griechenland (83) - Großbritannien (376) - Irland (116) | - Island (4) - Israel (90) - Italien (372) - Kosovo (11) - Kroatien (59) - Lettland (33) - Liechtenstein (5) - Litauen (41) - Luxemburg (12) - Malta (6) - Moldau (20) - Monaco (6) - Montenegro (33) - Niederlande (278) - Nordmazedonien (8) - Norwegen (85) - Österreich (75)                  | - Polen (210) - Portugal (92) - Rumänien (101) - San Marino (5) - Schweden (134) - Schweiz (107) - Serbien (87) - Slowakei (41) - Slowenien (53) - Spanien (321) - Tschechien (115) - Türkei (108) - Ukraine (155) - Ungarn (166) - Zypern (15)                                                           |
| Amerika (2.299 Athleten aus 41 Nationen) | | |
| - Amerikanische Jungferninseln (4) - Antigua und Barbuda (6) - Argentinien (174) - Aruba (3) - Bahamas (16) - Barbados (8) - Belize (3) - Bermuda (2) - Bolivien (5) - Brasilien (302) - Britische Jungferninseln (3) - Cayman Islands (5) - Chile (58) - Costa Rica (14)                                         | - Dominica (2) - Dominikanische Republik (63) - Ecuador (48) - El Salvador (5) - Grenada (6) - Guatemala (24) - Guyana (7) - Haiti (6) - Honduras (27) - Jamaika (48) - Kanada (381) A - Kolumbien (70) - Kuba (70) - Mexiko (164)                                                                | - Nicaragua (8) - Panama (10) - Paraguay (8) - Peru (35) - Puerto Rico (37) - St. Kitts und Nevis (3) - St. Lucia (5) - St. Vincent und die Grenadinen (3) - Suriname (3) - Trinidad und Tobago (23) - Uruguay (11) - Vereinigte Staaten (613) - Venezuela (44)                                           |
| Asien (1.987 Athleten aus 42 Nationen) | | |
| - Afghanistan (5) - Bahrain (32) - Bangladesch (6) - Bhutan (4) - Brunei (2) - China, Volksrepublik (406) - Chinesisch Taipeh (59) - Hongkong (42) - Indien (122) - Indonesien (28) - Iran (65) - Irak (4) - Japan (552) - Jemen (5) - Jordanien (14)                                                             | - Kambodscha (3) - Kasachstan (93) - Katar (16) - Kirgisistan (17) - Korea, Republik (236) - Kuwait (10) - Laos (4) - Libanon (6) - Malaysia (30) - Malediven (4) - Mongolei (43) - Myanmar (3) - Nepal (5) - Oman (5) - Osttimor (3)                                                             | - Pakistan (10) - Palästina (5) - Philippinen (19) - Saudi-Arabien (29) - Singapur (23) - Sri Lanka (9) - Syrien (6) - Tadschikistan (11) - Thailand (42) - Turkmenistan (9) - Usbekistan (63) - Vereinigte Arabische Emirate (5) - Vietnam (18)                                                          |
| Afrika (984 Athleten aus 54 Nationen) | | |
| - Ägypten (133) - Algerien (44) - Angola (20) - Äthiopien (38) - Äquatorialguinea (3) - Benin (7) - Botswana (13) - Burkina Faso (7) - Burundi (6) - Dschibuti (4) - Elfenbeinküste (28) - Eritrea (13) - Eswatini (4) - Gabun (5) - Gambia (4) - Ghana (14) - Guinea-Bissau (4) - Guinea (5)                     | - Kamerun (12) - Kap Verde (6) - Kenia (85) - Komoren (3) - Kongo, Demokratische Republik (7) - Kongo, Republik (3) - Lesotho (2) - Liberia (3) - Libyen (4) - Madagaskar (6) - Malawi (5) - Mali (4) - Marokko (50) - Mauretanien (2) - Mauritius (8) - Mosambik (10) - Namibia (11) - Niger (7) | - Nigeria (60) - Ruanda (6) - Sambia (26) - São Tomé und Príncipe (3) - Senegal (9) - Seychellen (5) - Sierra Leone (4) - Simbabwe (5) - Somalia (2) - Südafrika (177) - Südsudan (2) - Sudan (5) - Tansania (3) - Togo (4) - Tschad (3) - Tunesien (63) - Uganda (25) - Zentralafrikanische Republik (2) |
| Ozeanien (791 Athleten aus 17 Nationen) | | |
| - Amerikanisch-Samoa (6) - Australien (478) B - Cookinseln (6) - Fidschi (30) - Guam (5) - Kiribati (3) | - Marshallinseln (2) - Föderierte Staaten von Mikronesien (3) - Nauru (2) - Neuseeland (223) - Palau (3) - Papua-Neuguinea (8) | - Salomonen (3) - Samoa (8) - Tonga (6) - Tuvalu (2) - Vanuatu (3) |
| Sonstige (358 Athleten) | | |
| - Refugee Olympic Team (29) | - ROC * (329) | |
| (Anzahl der Athleten) * erstmalige Teilnahme an Sommerspielen | | |

## Wettkampfprogramm
Zunächst gab die Exekutive des IOCs am 12. Februar 2013 den Beschluss bekannt, Ringen zur Austragung 2020 aus dem olympischen Wettkampfprogramm zu nehmen. Die Sportart war seit der Wiedereinführung der Olympischen Spiele im Jahr 1896 mit Ausnahme der Olympischen Spiele 1900 in Paris fester Bestandteil im Programm. Der Moderne Fünfkampf blieb dagegen im Programm, obwohl es im Vorfeld Gerüchte gab, dass er aus dem Programm fiele. Auf der gleichen Sitzung bestätigte das IOC 25 Kernsportarten sowie zwei weitere Sportarten für die Spiele 2020. Eine 28. Sportart blieb noch offen.
Auf seiner Sitzung im Mai 2013 hatte das Exekutivkomitee des IOC von acht möglichen Sportarten (Baseball/Softball, Karate, Rollsport, Sportklettern, Squash, Wakeboarden, Wushu und Ringen) drei ausgewählt, unter denen die Vollversammlung eine zur Ergänzung des Programms 2020 bestimmen konnte. In diese Auswahl kamen Baseball/Softball und Squash sowie das Ringen, welches sich nach dem Ausschluss aus dem Wettkampfprogramm nach einer Grunderneuerung des Weltverbands FILA und zahlreichen prominenten Protesten gegen die Streichung erneut um einen Platz im Wettkampfprogramm beworben hat. Im Vorfeld dieser Entscheidung fusionierten die bisher getrennten Weltverbände für Baseball und Softball Ende 2012 zur World Baseball Softball Confederation (WBSC).

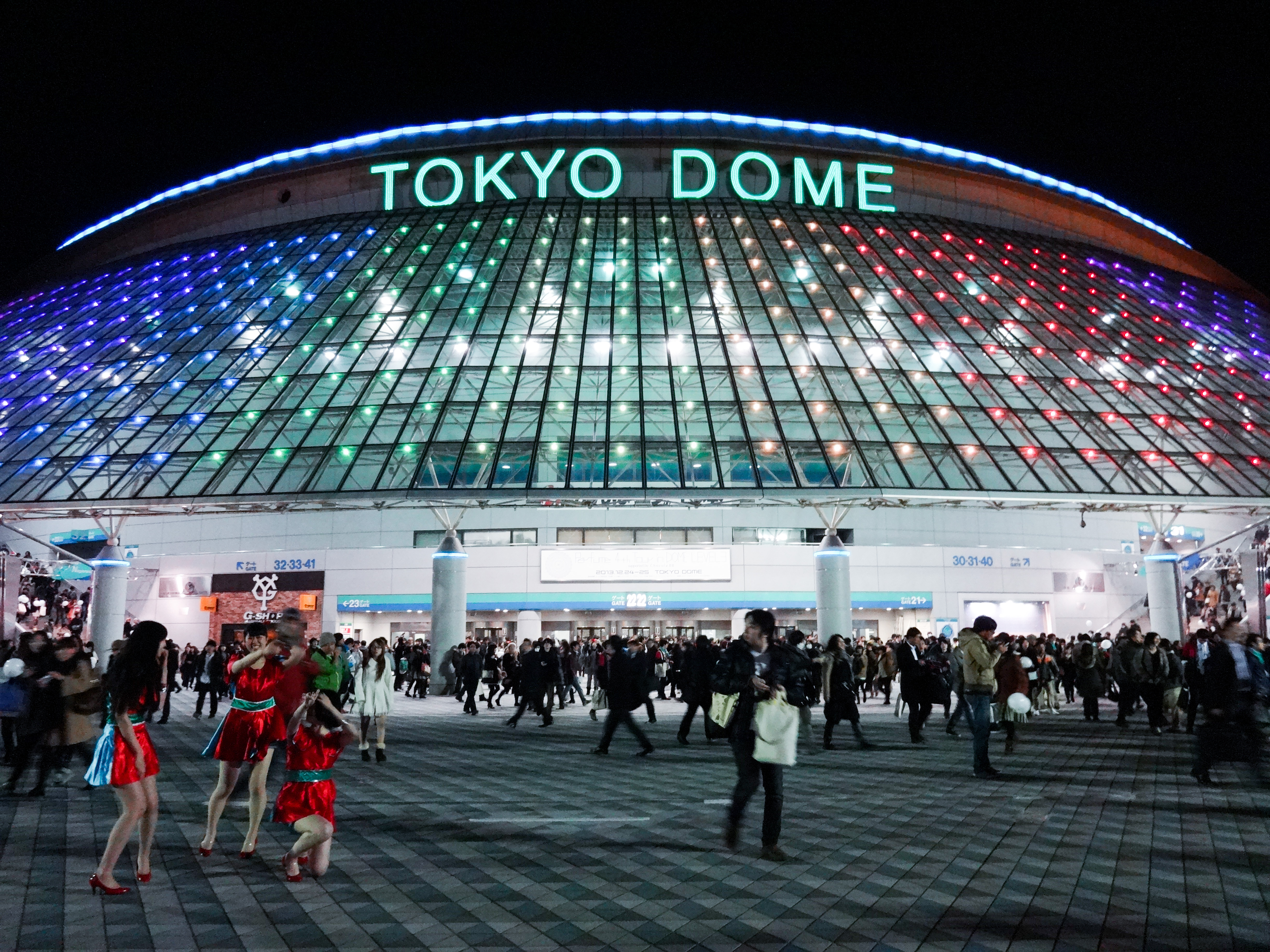
Austragungsort der Baseballspiele wird u. a. der Tokyo Dome sein

Letztendlich nahm die IOC-Vollversammlung am 8. September 2013 die Sportart Ringen wieder in das olympische Programm für 2020 und 2024 auf.
Um die Olympischen Spiele für ein jüngeres Publikum attraktiver zu machen, nahm das IOC am 9. Juni 2017 Streetball (eine Basketballvariante, bei der zwei Teams mit je drei Spielern auf einen Korb spielen) und BMX-Freestyle als neue Disziplinen auf.
Im Zuge der Agenda 2020 des IOC hat der Gastgeber die Möglichkeit, zusätzliche Sportarten zu benennen, die bei den Olympischen Spielen ausgetragen werden sollen. Obwohl sich das IOC eine Obergrenze von Athleten und Sportarten gesetzt hat, werden keine Sportarten aus dem Programm der vorherigen Spiele gestrichen.
Am 3. August 2016 gab das IOC bekannt, dass für 2020 folgende fünf Sportarten in das Programm der olympischen Sportarten aufgenommen werden: Baseball (nur für Männer)/Softball (nur für Frauen), Karate, Sportklettern, Skateboard und Surfen. Base- und Softball waren bereits zwischen 1992 und 2008 Teil des olympischen Programms.
Es wurden 339 Wettbewerbe in 33 Sportarten/51 Disziplinen ausgetragen (165 für Männer, 156 für Frauen, 12 Mixed- und 6 offene Wettbewerbe). Dies waren 5 Sportarten/9 Disziplinen und 33 Wettkämpfe mehr als in Rio de Janeiro 2016, wobei großes Augenmerk auf zusätzliche gemischte Mannschaftswettbewerbe gelegt wurde. Nachfolgend die geplanten Änderungen im Detail:
- Nach Neuorganisation der beiden Sportarten Baseball und Softball bzw. Zusammenschluss zum Weltverbandes WBSC waren die beiden Disziplinen Baseball (für Männer) und Softball (für Frauen) nach 12 Jahren Pause wieder ein Teil des olympischen Programms.
- Beim Basketball wurde die Disziplin 3×3-Basketball für Männer und Frauen das erste Mal bei Olympischen Spielen ausgetragen.
- Beim Bogenschießen, Judo und Triathlon wurde jeweils ein Mixed-Mannschaftswettkampf neu in das Programm aufgenommen.
- In der Leichtathletik wurde eine Mixed-Staffel über 4 × 400 m hinzugefügt.
- Im Schwimmsport wurde das Programm um 800 m Freistil für Männer, 1500 m Freistil für Frauen und eine Mixed-Lagenstaffel über 4 × 100 m erweitert.
- Im Tischtennis kam ein Mixed-Doppel hinzu.
- Karate wurde mit den zwei Disziplinen Kata und Kumite neu ins olympische Programm aufgenommen. Im Kata gab es jeweils einen Wettkampf für Männer und einen für Frauen. Im Kumite waren für Männer (–67 kg, –75 kg und +75 kg) und für Frauen (–55 kg, –61 kg und +61 kg) jeweils drei Gewichtsklassen olympisch.
- Der Bahnradsport wurde um Madison erweitert, für Frauen erstmals, für Männer nach zwölf Jahren Pause.
- Zum ersten Mal war BMX-Freestyle mit der Einzeldisziplin Park für Männer und Frauen im Programm.
- Skateboard wurde mit den zwei Disziplinen Park und Street neu ins olympische Programm aufgenommen. In den Disziplinen gab es jeweils einen Wettkampf für Männer und einen für Frauen.
- Sportklettern wurde als Kombinations-Mehrkampf bestehend aus Bouldern, Lead und Speed für Männer und Frauen olympisch.
- Mit Surfen wurde eine weitere Wassersportart für Männer und Frauen olympisch – dabei wurden die Wettkämpfe mit einem Shortboard ausgetragen.
- Beim Boxen wurden bei den Frauen die Gewichtsklassen um Federgewicht und Weltergewicht erweitert, hingegen wurden bei den Männern Halbfliegen- und Halbweltergewicht gestrichen. Darüber hinaus ersetzte das Feder- das Bantamgewicht bei den Männern.
- Beim Gewichtheben wurde bei den Männern eine Gewichtsklasse (Halbschwergewicht) gestrichen.
- Beim Kanurennsport wurden zwei Männerentscheidungen (C1 – 200 m, K2 – 200 m) durch zwei Frauenentscheidungen (C1 – 200 m, C2 – 500 m) ersetzt, zudem wurde die Strecke der Vierer-Kajak (K4) der Männer von 1000 auf 500 m verkürzt.
- Beim Kanuslalom wurde eine Männerentscheidung (C2) durch eine Frauenentscheidung (C1) ersetzt.
- Beim Rudern ersetzte der Frauen-Vierer ohne Steuerfrau den Männer-Leichtgewichts-Vierer ohne Steuermann.
- Beim Schießen ersetzten drei Mixed-Wettkämpfe (Luftgewehr Mannschaft, Luftpistole Mannschaft und Trap Mannschaft) drei Männerwettkämpfe (Doppeltrap, Kleinkalibergewehr – liegend – 50 m und Freie Pistole – 50 m).
- Beim Segeln wurde im Mixed-Wettkampf mit einem modifizierten Nacra 17 (Steckschwerter) gestartet.
- Im Fechten wurde das Wettkampfprogramm jeweils um einen Mannschaftswettkampf, im Florett bei den Frauen und im Säbelfechten bei den Männern, erweitert.

### Die olympischen Sportarten/Disziplinen
- Badminton Gesamt (5) = Männer (2)/Frauen (2)/Mixed (1)
- Base- und Softball
  -  Baseball Gesamt (1) = Männer (1)
  -  Softball Gesamt (1) = Frauen (1)
- Basketball
  -  Basketball Gesamt (2) = Männer (1)/Frauen (1)
  -  3×3-Basketball Gesamt (2) = Männer (1)/Frauen (1)
- Bogenschießen Gesamt (5) = Männer (2)/Frauen (2)/Mixed (1)
- Boxen Gesamt (13) = Männer (8)/Frauen (5)
- Fechten Gesamt (12) = Männer (6)/Frauen (6)
- Fußball Gesamt (2) = Männer (1)/Frauen (1)
- Gewichtheben Gesamt (14) = Männer (7)/Frauen (7)
- Golf Gesamt (2) = Männer (1)/Frauen (1)
- Handball Gesamt (2) = Männer (1)/Frauen (1)
- Hockey Gesamt (2) = Männer (1)/Frauen (1)
- Judo Gesamt (15) = Männer (7)/Frauen (7)/Mixed (1)
- Kanusport
  -  Kanurennsport Gesamt (12) = Männer (6)/Frauen (6)
  -  Kanuslalom Gesamt (4) = Männer (2)/Frauen (2)
- Karate
  -  Kata Gesamt (2) = Männer (1)/Frauen (1)
  -  Kumite Gesamt (6) = Männer (3)/Frauen (3)
- Leichtathletik Gesamt (48) = Männer (24)/Frauen (23)/Mixed (1)
- Moderner Fünfkampf Gesamt (2) = Männer (1)/Frauen (1)
- Radsport
  -  Bahn Gesamt (12) = Männer (6)/Frauen (6)
  -  BMX-Freestyle Gesamt (2) = Männer (1)/Frauen (1)
  -  BMX-Rennsport Gesamt (2) = Männer (1)/Frauen (1)
  -  Mountainbike Gesamt (2) = Männer (1)/Frauen (1)
  -  Straße Gesamt (4) = Männer (2)/Frauen (2)
- Reiten
  -  Dressur Gesamt (2) = Offen (2)
  -  Springen Gesamt (2) = Offen (2)
  -  Vielseitigkeit Gesamt (2) = Offen (2)
- Ringen
  -  Freistil Gesamt (12) = Männer (6)/Frauen (6)
  -  Griechisch-römisch Gesamt (6) = Männer (6)
- Rudern Gesamt (14) = Männer (7)/Frauen (7)
- Rugby
  -  Siebener-Rugby Gesamt (2) = Männer (1)/Frauen (1)
- Schießen Gesamt (15) = Männer (6)/Frauen (6)/Mixed (3)
- Schwimmsport
  -  Freiwasserschwimmen Gesamt (2) = Männer (1)/Frauen (1)
  -  Schwimmen Gesamt (35) = Männer (17)/Frauen (17)/Mixed (1)
  -  Synchronschwimmen Gesamt (2) = Frauen (2)
  -  Wasserball Gesamt (2) = Männer (1)/Frauen (1)
  -  Wasserspringen Gesamt (8) = Männer (4)/Frauen (4)
- Segeln Gesamt (10) = Männer (5)/Frauen (4)/Mixed (1)
- Skateboard Gesamt (4) = Männer (2)/Frauen (2)
- Sportklettern Gesamt (2) = Männer (1)/Frauen (1)
- Surfen Gesamt (2) = Männer (1)/Frauen (1)
- Taekwondo Gesamt (8) = Männer (4)/Frauen (4)
- Tennis Gesamt (5) = Männer (2)/Frauen (2)/Mixed (1)
- Tischtennis Gesamt (5) = Männer (2)/Frauen (2)/Mixed (1)
- Triathlon Gesamt (3) = Männer (1)/Frauen (1)/Mixed (1)
- Turnsport
  -  Kunstturnen Gesamt (14) = Männer (8)/Frauen (6)
  -  Rhythmische Sportgymnastik Gesamt (2) = Frauen (2)
  -  Trampolinturnen Gesamt (2) = Männer (1)/Frauen (1)
- Volleyball
  -  Beachvolleyball Gesamt (2) = Männer (1)/Frauen (1)
  -  Volleyball Gesamt (2) = Männer (1)/Frauen (1)

Anzahl der Wettkämpfe in Klammern

### Wettbewerbstermine
| Zeitplan           | Zeitplan                   | Zeitplan                   | Zeitplan  | Zeitplan  | Zeitplan  | Zeitplan  | Zeitplan  | Zeitplan  | Zeitplan  | Zeitplan  | Zeitplan  | Zeitplan  | Zeitplan  | Zeitplan    | Zeitplan    | Zeitplan    | Zeitplan    | Zeitplan    | Zeitplan    | Zeitplan    | Zeitplan    | Zeitplan           |
| Disziplin          | Disziplin                  | Disziplin                  | Mi. 21.   | Do. 22.   | Fr. 23.   | Sa. 24.   | So. 25.   | Mo. 26.   | Di. 27.   | Mi. 28.   | Do. 29.   | Fr. 30.   | Sa. 31.   | So. 1.      | Mo. 2.      | Di. 3.      | Mi. 4.      | Do. 5.      | Fr. 6.      | Sa. 7.      | So. 8.      | Ent- schei- dungen |
| Disziplin          | Disziplin                  | Disziplin                  | Juli 2021 | Juli 2021 | Juli 2021 | Juli 2021 | Juli 2021 | Juli 2021 | Juli 2021 | Juli 2021 | Juli 2021 | Juli 2021 | Juli 2021 | August 2021 | August 2021 | August 2021 | August 2021 | August 2021 | August 2021 | August 2021 | August 2021 | Ent- schei- dungen |
| ------------------ | -------------------------- | -------------------------- | --------- | --------- | --------- | --------- | --------- | --------- | --------- | --------- | --------- | --------- | --------- | ----------- | ----------- | ----------- | ----------- | ----------- | ----------- | ----------- | ----------- | ------------------ |
| Eröffnungsfeier    |                            |                            |           |           |           |           |           |           |           |           |           |           |           |             |             |             |             |             |             |             |             |                    |
| Badminton          | Badminton                  | Badminton                  |           |           |           |           |           |           |           |           |           | 1         | 1         | 1           | 2           |             |             |             |             |             |             | 5                  |
| Base-/Softball     | Baseball                   | Baseball                   |           |           |           |           |           |           |           |           |           |           |           |             |             |             |             |             |             | 1           |             | 1                  |
| Base-/Softball     | Softball                   | Softball                   |           |           |           |           |           |           | 1         |           |           |           |           |             |             |             |             |             |             |             |             | 1                  |
| Basketball         | Basketball                 | Basketball                 |           |           |           |           |           |           |           |           |           |           |           |             |             |             |             |             |             | 1           | 1           | 2                  |
| Basketball         | 3×3-Basketball             | 3×3-Basketball             |           |           |           |           |           |           |           | 2         |           |           |           |             |             |             |             |             |             |             |             | 2                  |
| Bogenschießen      | Bogenschießen              | Bogenschießen              |           |           |           | 1         | 1         | 1         |           |           |           | 1         | 1         |             |             |             |             |             |             |             |             | 5                  |
| Boxen              | Boxen                      | Boxen                      |           |           |           |           |           |           |           |           |           |           |           |             |             | 2           | 1           | 1           | 1           | 4           | 4           | 13                 |
| Fechten            | Fechten                    | Fechten                    |           |           |           | 2         | 2         | 2         | 1         | 1         | 1         | 1         | 1         | 1           |             |             |             |             |             |             |             | 12                 |
| Fußball            | Fußball                    | Fußball                    |           |           |           |           |           |           |           |           |           |           |           |             |             |             |             |             | 1           | 1           |             | 2                  |
| Gewichtheben       | Gewichtheben               | Gewichtheben               |           |           |           | 1         | 2         | 1         | 2         | 1         |           |           | 2         | 1           | 2           | 1           | 1           |             |             |             |             | 14                 |
| Golf               | Golf                       | Golf                       |           |           |           |           |           |           |           |           |           |           |           | 1           |             |             |             |             |             | 1           |             | 2                  |
| Handball           | Handball                   | Handball                   |           |           |           |           |           |           |           |           |           |           |           |             |             |             |             |             |             | 1           | 1           | 2                  |
| Hockey             | Hockey                     | Hockey                     |           |           |           |           |           |           |           |           |           |           |           |             |             |             |             | 1           | 1           |             |             | 2                  |
| Judo               | Judo                       | Judo                       |           |           |           | 2         | 2         | 2         | 2         | 2         | 2         | 2         | 1         |             |             |             |             |             |             |             |             | 15                 |
| Kanusport          | Kanurennsport              | Kanurennsport              |           |           |           |           |           |           |           |           |           |           |           |             |             | 4           |             | 4           |             | 4           |             | 12                 |
| Kanusport          | Kanuslalom                 | Kanuslalom                 |           |           |           |           |           | 1         | 1         |           | 1         | 1         |           |             |             |             |             |             |             |             |             | 4                  |
| Karate             | Kata                       | Kata                       |           |           |           |           |           |           |           |           |           |           |           |             |             |             |             | 1           | 1           |             |             | 2                  |
| Karate             | Kumite                     | Kumite                     |           |           |           |           |           |           |           |           |           |           |           |             |             |             |             | 2           | 2           | 2           |             | 6                  |
| Leichtathletik     | Leichtathletik             | Leichtathletik             |           |           |           |           |           |           |           |           |           | 1         | 3         | 4           | 5           | 6           | 5           | 8           | 8           | 7           | 1           | 48                 |
| Moderner Fünfkampf | Moderner Fünfkampf         | Moderner Fünfkampf         |           |           |           |           |           |           |           |           |           |           |           |             |             |             |             |             | 1           | 1           |             | 2                  |
| Radsport           | Bahn                       | Bahn                       |           |           |           |           |           |           |           |           |           |           |           |             | 1           | 2           | 1           | 2           | 2           | 1           | 3           | 12                 |
| Radsport           | BMX-Freestyle              | BMX-Freestyle              |           |           |           |           |           |           |           |           |           |           |           | 2           |             |             |             |             |             |             |             | 2                  |
| Radsport           | BMX-Rennsport              | BMX-Rennsport              |           |           |           |           |           |           |           |           |           | 2         |           |             |             |             |             |             |             |             |             | 2                  |
| Radsport           | Mountain-Bike              | Mountain-Bike              |           |           |           |           |           | 1         | 1         |           |           |           |           |             |             |             |             |             |             |             |             | 2                  |
| Radsport           | Straße                     | Straße                     |           |           |           | 1         | 1         |           |           | 2         |           |           |           |             |             |             |             |             |             |             |             | 4                  |
| Reitsport          | Dressur                    | Dressur                    |           |           |           |           |           |           | 1         | 1         |           |           |           |             |             |             |             |             |             |             |             | 2                  |
| Reitsport          | Springen                   | Springen                   |           |           |           |           |           |           |           |           |           |           |           |             |             |             | 1           |             |             | 1           |             | 2                  |
| Reitsport          | Vielseitigkeit             | Vielseitigkeit             |           |           |           |           |           |           |           |           |           |           |           |             | 2           |             |             |             |             |             |             | 2                  |
| Ringen             | Freistil                   | Freistil                   |           |           |           |           |           |           |           |           |           |           |           |             | 1           | 1           | 1           | 3           | 3           | 3           |             | 12                 |
| Ringen             | Griechisch-römisch         | Griechisch-römisch         |           |           |           |           |           |           |           |           |           |           |           |             | 2           | 2           | 2           |             |             |             |             | 6                  |
| Rudern             | Rudern                     | Rudern                     |           |           |           |           |           |           |           | 6         | 4         | 4         |           |             |             |             |             |             |             |             |             | 14                 |
| 7er-Rugby          | 7er-Rugby                  | 7er-Rugby                  |           |           |           |           |           |           |           | 1         |           |           | 1         |             |             |             |             |             |             |             |             | 2                  |
| Schießen           | Schießen                   | Schießen                   |           |           |           | 2         | 2         | 2         | 2         |           | 2         | 1         | 2         |             | 2           |             |             |             |             |             |             | 15                 |
| Schwimmsport       | Freiwasserschwimmen        | Freiwasserschwimmen        |           |           |           |           |           |           |           |           |           |           |           |             |             |             | 1           | 1           |             |             |             | 2                  |
| Schwimmsport       | Schwimmen                  | Schwimmen                  |           |           |           |           | 4         | 4         | 4         | 5         | 5         | 4         | 4         | 5           |             |             |             |             |             |             |             | 35                 |
| Schwimmsport       | Synchronschwimmen          | Synchronschwimmen          |           |           |           |           |           |           |           |           |           |           |           |             |             |             | 1           |             |             | 1           |             | 2                  |
| Schwimmsport       | Wasserball                 | Wasserball                 |           |           |           |           |           |           |           |           |           |           |           |             |             |             |             |             |             | 1           | 1           | 2                  |
| Schwimmsport       | Wasserspringen             | Wasserspringen             |           |           |           |           | 1         | 1         | 1         | 1         |           |           |           | 1           |             | 1           |             | 1           |             | 1           |             | 8                  |
| Segeln             | Segeln                     | Segeln                     |           |           |           |           |           |           |           |           |           |           | 2         | 2           |             | 4           | 2           |             |             |             |             | 10                 |
| Skateboard         | Skateboard                 | Skateboard                 |           |           |           |           | 1         | 1         |           |           |           |           |           |             |             |             | 1           | 1           |             |             |             | 4                  |
| Sportklettern      | Sportklettern              | Sportklettern              |           |           |           |           |           |           |           |           |           |           |           |             |             |             |             | 1           | 1           |             |             | 2                  |
| Surfen             | Surfen                     | Surfen                     |           |           |           |           |           |           | 2         |           |           |           |           |             |             |             |             |             |             |             |             | 2                  |
| Taekwondo          | Taekwondo                  | Taekwondo                  |           |           |           | 2         | 2         | 2         | 2         |           |           |           |           |             |             |             |             |             |             |             |             | 8                  |
| Tennis             | Tennis                     | Tennis                     |           |           |           |           |           |           |           |           |           | 1         | 1         | 3           |             |             |             |             |             |             |             | 5                  |
| Tischtennis        | Tischtennis                | Tischtennis                |           |           |           |           |           | 1         |           |           | 1         | 1         |           |             |             |             |             | 1           | 1           |             |             | 5                  |
| Triathlon          | Triathlon                  | Triathlon                  |           |           |           |           |           | 1         | 1         |           |           |           | 1         |             |             |             |             |             |             |             |             | 3                  |
| Turnsport          | Kunstturnen                | Kunstturnen                |           |           |           |           |           | 1         | 1         | 1         | 1         |           |           | 4           | 3           | 3           |             |             |             |             |             | 14                 |
| Turnsport          | Rhythmische Sportgymnastik | Rhythmische Sportgymnastik |           |           |           |           |           |           |           |           |           |           |           |             |             |             |             |             |             | 1           | 1           | 2                  |
| Turnsport          | Trampolinturnen            | Trampolinturnen            |           |           |           |           |           |           |           |           |           | 1         | 1         |             |             |             |             |             |             |             |             | 2                  |
| Volleyball         | Beachvolleyball            | Beachvolleyball            |           |           |           |           |           |           |           |           |           |           |           |             |             |             |             |             | 1           | 1           |             | 2                  |
| Volleyball         | Volleyball                 | Volleyball                 |           |           |           |           |           |           |           |           |           |           |           |             |             |             |             |             |             | 1           | 1           | 2                  |
| Schlussfeier       |                            |                            |           |           |           |           |           |           |           |           |           |           |           |             |             |             |             |             |             |             |             |                    |
| Entscheidungen     | Entscheidungen             | Entscheidungen             |           |           |           | 11        | 18        | 21        | 22        | 23        | 17        | 21        | 21        | 25          | 20          | 26          | 17          | 27          | 23          | 34          | 13          | 339                |
| Disziplin          | Disziplin                  | Disziplin                  | Mi. 21.   | Do. 22.   | Fr. 23.   | Sa. 24.   | So. 25.   | Mo. 26.   | Di. 27.   | Mi. 28.   | Do. 29.   | Fr. 30.   | Sa. 31.   | So. 1.      | Mo. 2.      | Di. 3.      | Mi. 4.      | Do. 5.      | Fr. 6.      | Sa. 7.      | So. 8.      | Ent- schei- dungen |
| Disziplin          | Disziplin                  | Disziplin                  | Juli 2021 | Juli 2021 | Juli 2021 | Juli 2021 | Juli 2021 | Juli 2021 | Juli 2021 | Juli 2021 | Juli 2021 | Juli 2021 | Juli 2021 | August 2021 | August 2021 | August 2021 | August 2021 | August 2021 | August 2021 | August 2021 | August 2021 | Ent- schei- dungen |

Farblegende

## Symbolik

### Logo
Das ursprünglich geplante Logo wurde am 24. Juli 2015 der Öffentlichkeit vorgestellt. Es soll ein stilisiertes „T“ darstellen. Ein roter Kreis in der rechten oberen Ecke soll ein schlagendes Herz, die Flagge Japans sowie eine „vereinigte Welt“ symbolisieren, und ein schwarzer Balken in der Mitte für Vielfältigkeit stehen. Das Logo wies erhebliche Ähnlichkeit zum Logo des Théâtre de Liège in der belgischen Stadt Lüttich auf, die dessen Urheber anwaltlich auf eine Urheberrechtsverletzung prüfen ließ.
Am 1. September 2015 wurde bekanntgegeben, dass auf das Logo verzichtet werde. Die Logowahl wurde daraufhin neu ausgeschrieben.

Logo des belgischen Théâtre de Liège
Ursprünglich geplantes Logo der Olympischen Spiele
Neues Logo der Olympischen Spiele

Am 25. April 2016 wurde ein neues Logo des Künstlers Asao Tokolo vorgestellt. Es wurde aus rund 15.000 Einsendungen ausgewählt und stellt ein blaues Schachbrettmuster dar, welches eine „verfeinerte Eleganz und Komplexität“ sowie die unterschiedlichen Länder, Kulturen und Denkweisen symbolisieren soll. Die Gestaltung weist zudem Bezüge zur Geschichte Japans auf: Das karierte Muster wurde häufig in der Edo-Zeit verwendet und ist in Japan als ichimatsu moyō (jap. 市松模様) bekannt. Zudem ist die verwendete Farbe Indigo eine traditionelle japanische Farbe.

### Maskottchen
Das olympische Maskottchen wurde von Ryo Taniguchi geschaffen und heißt Miraitowa, was sich aus den japanischen Worten „mirai“ (Zukunft) und „towa“ (Ewigkeit) zusammensetzt. Der Name wurde gewählt, um eine „Zukunft ewiger Hoffnung in den Herzen aller Menschen in der ganzen Welt“ zu fördern.
Mit einer Verbindung moderner und traditioneller Elemente soll es das Alte und das Neue verbinden. Auf der Stirn trägt es das Emblem der Spiele, dessen Schachbrettmuster sich aus indigofarbenen Rechtecken drei verschiedener Größen zusammensetzt.
Das Organisationskomitee veranstaltete einen offenen Wettbewerb, bei dem jeder in Japan lebende über 18-Jährige Vorschläge und Entwürfe einreichen konnte. In einem mehrstufigen Auswahlprozess wurden aus 2.042 Vorschlägen, die bis August 2017 eingegangen waren, drei Finalisten ausgewählt. Diese wurden Anfang Dezember 2017 veröffentlicht.
Die Auswahl des Gewinners wurde den japanischen Grundschulkindern überlassen, wobei jede Schulklasse eine Stimme abgeben konnte. An der vom 11. Dezember 2017 bis zum 22. Februar 2018 dauernden Stimmabgabe nahmen 205.755 Schulklassen aus 16.769 Schulen teil. Das Projekt von Ryo Taniguchi gewann mit insgesamt 109.041 Stimmen.

### Medaillen
Das Design der Medaillen stammt von Junichi Kawanishi. Auf der Vorderseite sieht man ein Abbild der griechischen Siegesgöttin Nike vor dem Panathinaiko-Stadion und auf der Rückseite den Namen und das Logo der Veranstaltung sowie das olympische Fünf-Ringe-Symbol. Hergestellt wurden die Medaillen vom japanischen Münzamt, und zwar aus recycelten Edelmetallen, die aus gespendeten Elektronikgeräten gewonnen wurden. Während die Silbermedaillen aus purem Silber bestehen, bestehen die Goldmedaillen lediglich aus 1,2 % Gold (und 98,8 % Silber). Beide Medaillenvarianten wiegen daher annähernd gleich viel (Goldmedaille: 556 Gramm, Silbermedaille 550 Gramm). Die bronzenen Medaillen bestehen zu 95 % aus Kupfer und zu 5 % aus Zink und wiegen jeweils 450 Gramm.

## Versuchte erzwungene Abreise von Kryszina Zimanouskaja
Am 1. August 2021 gab die belarussische Sprinterin Kryszina Zimanouskaja bekannt, dass sie gegen ihren Willen von Angestellten ihres Trainingsteams zurück nach Minsk geschickt werden sollte. Auf dem Flughafen Tokio-Haneda konnte sie sich an die Polizei wenden und erklärte, sie wolle nicht nach Belarus zurückkehren. Vor dem Vorfall hatte Zimanouskaja öffentlich ihre Trainer kritisiert, nachdem sie ohne ihr Wissen in die 4-mal-400-Meter-Staffel aufgenommen worden war. Daraufhin habe ihr Cheftrainer erklärt, es habe einen „Befehl von oben“ gegeben, sie zu „entfernen“. Zimanouskaja begab sich schließlich mit ihrer Familie nach Polen ins Exil. Infolgedessen wurden am 6. August den in den Vorfall verwickelten Trainern Artur Schimak und Juryj Majsewitsch die Akkreditierung entzogen. Das Internationale Olympische Komitee bat die beiden Funktionäre darum, das olympische Dorf zu verlassen.

## Chinesisches Massendoping von Schwimmsportlern
In der Dokumentation „Die Akte China“ berichtete die ARD-Dopingredaktion in einer gemeinsamen Recherche mit der New York Times im Frühjahr 2024 über einen internen Bericht der chinesischen Dopingagentur CHINADA über positive Dopingproben bei 23 chinesischen Schwimmsportlern. Alle Schwimmer wurden bei einem Wettbewerb in Shijiazhuang Anfang 2021 auf die Substanz Trimetazidin positiv getestet. In dem Bericht erklärt die CHINADA, es handele sich lediglich um Verunreinigungen, da das Medikament in einer Hotelküche in das Essen und auf diesem Wege in den Körper der Athleten gelangt sei. Zwei Monate später seien im Abfluss der Hotelküche Rückstände gefunden worden. Diese Erklärung wurde von der Welt-Anti-Doping-Agentur (WADA) ohne weitere Untersuchungen akzeptiert und die Dopingfälle nicht weiterverfolgt; Sperren gab es keine.
13 der 23 Schwimmer starteten bei den Olympischen Spielen 2021 in Tokio, vier von ihnen gewannen Medaillen – Gold in drei Disziplinen (Zhang Yufei in 200 m Schmetterling, Zhang Yufei und Yang Junxuan in der 4 × 200-m-Freistilstaffel und Wang Shun in 200 m Lagen) und Silber in zwei Disziplinen (Zhang Yufei in 100 m Schmetterling, Zhang Yufei, Yang Junxuan und Yan Zibei in der 4 × 100-m-Mixed-Lagenstaffel). Auch bei den Olympischen Sommerspielen 2024 in Paris waren elf der 23 Schwimmer am Start und gewannen Medaillen. Die WADA geriet während der Spiele 2024 wegen möglicher Dopingvertuschung in starke Kritik. 
Chat-Nachrichten aus dem Umfeld der Schwimmer legen nahe, dass die Schwimmer nicht (wie behauptet) in einem Hotel gemeinsam untergebracht waren und sich zuvor in verschiedenen Landesteilen auf den Wettbewerb vorbereitet hatten. Zudem wird der angebliche Nachweis von Rückständen im Abfluss mehr als zwei Monate nach dem Wettbewerb von Fachleuten als extrem unglaubwürdig eingeschätzt, da im Zuge der COVID-19-Pandemie tägliche Reinigungen und Desinfektionen in chinesischen Küchen stattfanden.
Ende Juli 2024 recherchierte die New York Times zwei weitere positive Dopingproben bei chinesischen Schwimmern aus dem Jahr 2022. Tang Muhan (Olympiasiegerin über 4 × 200 m Freistil) und He Junyi wurden positiv auf das Steroid Metandienon getestet. Erneut erklärte die CHINADA 2022, dass ein Kontaminationsfall vorliegen müsse; auch dies wurde durch die WADA akzeptiert und keine Untersuchungen wegen Dopings eingeleitet.

## Medien
Die europäischen Fernseh- und Multiplattform-Übertragungsrechte verkaufte das IOC an Discovery Communications, die Mutter von Eurosport.
Am 11. August 2017 einigten sich der Medienkonzern sowie die ARD und das ZDF nach langen Verhandlungen auf den Erwerb von Sublizenzen. Die beiden deutschen Sender dürfen nun „Livestrecken“ von den kommenden vier Olympischen Spielen in Funk, Fernsehen und auch in ihren Mediatheken ausstrahlen.

## Kritik
Die Spiele stießen laut Andreas Singler auf Ablehnung bei der japanischen Anti-Atomkraft-Bewegung. So sei die Veranstaltung dazu genutzt worden, die Nuklearkatastrophe von Fukushima im Jahr 2011 vergessen zu machen. Greenpeace wies Anfang Dezember 2019 auf radioaktive Hot Spots nahe dem Startpunkt für den olympischen Fackellauf im J-Village hin.
Ein weiterer Kritikpunkt war der ausgewählte Zeitraum. Das Tokioter Klima ist von Mitte Juli bis Ende August besonders schwül mit einer Durchschnittstemperatur von tagsüber 31,1 °C und einer durchschnittlichen Luftfeuchtigkeit von 76 % (Juli) bis 73 % (August), sodass bei Teilnehmern, Mitarbeitern und Zuschauern Hitzeschäden bis hin zum Hitzetod befürchtet wurden. Das IOC lehnte jedoch eine Verschiebung der Spiele in den Oktober 2020 ab, da dies wegen Football- und Baseballspielen zu niedrigeren Einschaltquoten in den USA geführt hätte. Nachdem es bei den Leichtathletik-Weltmeisterschaften 2019 in Doha bei mehreren Athleten aufgrund der klimatischen Bedingungen zu gesundheitlichen Problemen gekommen war, gab das IOC im Oktober 2019 bekannt, bei den Spielen den Marathonlauf sowie das Gehen ins kühlere Sapporo auf Hokkaidō zu verlegen. Neuer Austragungsort war der Ōdōri-Park.
Im Mai 2021 appellierte ein Verband von etwa 6000 Ärzten in Tokio an die Regierung und die Organisatoren, die Spiele abzusagen, weil sie die Zahl der COVID-19-Infizierten und der Todesfälle erhöhen können. Die vierte Welle der COVID-19-Pandemie in Japan sei noch schwerer als die Wellen zuvor. Das medizinische System sei bis an seine Grenzen angespannt. Die Regierung beginne erst allmählich mit Schutzimpfungen im großen Stil.
Laut mehreren Umfragen lehnte eine Mehrheit der Bewohner Japans diese Olympischen Spiele ab. Bis zu 80 % der Befragten forderten im Vorfeld eine Verschiebung oder Absage der Spiele angesichts der COVID-19-Pandemie, und besonders in den sozialen Netzwerken verbreitete sich viel Kritik.
Das Projekt kostete laut offiziellem Budget 15,4 Milliarden US-Dollar.

## Korruption
Anfang 2023 wurde Yasuo Mori, der frühere stellvertretende Direktor des Organisationskomitees und drei Angestellte des japanischen Werberiesen Dentsu festgenommen. Es geht um Korruption und Manipulation von Ausschreibungen.